# The Undertaker
Mark William Calaway (Houston, 24 de março de 1965) é um ex lutador estadunidense de wrestling profissional, mais conhecido pela alcunha The Undertaker. Ele trabalha para a WWE, sendo o lutador ainda sob contrato mais antigo da companhia. 
Mark Calaway começou sua carreira na World Class Championship Wrestling (WCCW) em 1984, sendo contratado pela World Championship Wrestling (WCW) como "Mean" Mark Callous cinco anos mais tarde, e em 1990 ele não teve seu contrato renovado na companhia. Calaway foi rebatizado como "Kane The Undertaker" na World Wrestling Federation (atual World Wrestling Entertainment) até seu nome de ringue ser encurtado somente para "The Undertaker". The Undertaker ficou marcado na história da empresa por sua popularidade significativa como uma entidade sombria e macabra, com temas fúnebres, e que empregava táticas de terror e mantinha vínculos com o sobrenatural, além de sua marcante entrada com pirotecnia em uma arena escura, precedida por uma nota semelhante a um gongo. The Undertaker é um dos lutadores mais antigos da história da WWE em 30 anos e foi uma das figuras mais proeminentes da Attitude Era, um período de expansão nos negócios da empresa no final dos anos 1990.
The Undertaker teve vários personagens diferentes; inicialmente como um agente funerário de filmes western no início dos anos 1990. Ele ainda interpretou o líder de uma "seita satânica" conhecida como Ministry of Darkness em meados de 1999, antes de retornar como o popular "Deadman" em março de 2004, que combina a aparência de todos os seus personagens anteriores, incluindo o característico chapéu Stetson e sobretudo de couro. Por um tempo ficou conhecido como "American Bad Ass", um motociclista americano estereotipado, de maio 2000 até novembro de 2003. Voltou a utilizar esse personagem em 2020 no seu combate contra AJ Styles na WrestleMania 36.
Outro personagem importante é seu "meio-irmão" Kane, que estreou em outubro de 1997 e com quem teve rivalidades e formou uma dupla conhecida como "Brothers of Destruction". Ele possui um recorde de vitórias na WrestleMania, o principal pay-per-view da WWE, com 25 vitórias e duas derrotas (sendo campeão invicto por 21 eventos consecutivos).
Durante sua carreira na luta profissional, Calaway foi oito vezes campeão mundial, tendo ganho o WWF/E Championship quatro vezes e o World Heavyweight Championship três vezes, e o USWA Unified World Heavyweight Championship uma vez sendo conhecido naquela época como Master of Pain. The Undertaker também ganhou sete títulos de duplas: seis vezes o WWF Tag Team Championship e uma vez o WCW Tag Team Championship. The Undertaker foi o vencedor do Royal Rumble de 2007, se tornando a primeira pessoa a entrar por último na luta e vencer.
Ele anunciou sua aposentadoria como lutador profissional em junho de 2020, mas ainda permite que a WWE venda seu merchandising e sua marca na empresa.

## Carreira

### Início
Mark Calaway estreou em 1984, em Dallas, Texas, na companhia World Class Championship Wrestling (WCCW), sob o nome de "Texas Red". Sua primeira luta profissional foi contra Bruiser Brody. Em 1988, ele deixou o WCCW e lutou em várias promoções com várias personalidades e nomes diferentes, principalmente no Estados Unidos Wrestling Association, onde ele ganhou o World Heavyweight Championship USWA Unified seu primeiro campeonato de wrestling profissional, em 01 de abril de 1989, derrotando Jerry "The King" Lawer .

### World Championship Wrestling (1989–1990)
Em 1989, Calaway foi contratado pela World Championship Wrestling, onde se uniu ao grupo Skyscrapers, substituindo o lesionado Sid Vicious. Calaway adotou, então, o nome de "Mean" Mark Callous. O novo grupo ganhou notoriedade no Clash Of The Champions X, quando derrotaram os Road Warriors após uma luta. No entanto, o parceiro de Callous Dan Spivey deixou a WCW antes de uma Chicago Street Fight contra os Warriors no WrestleWar 1990. Callous e um Skyscraper mascarado foram derrotados na luta e se separaram logo depois. Individualmente, Callous passou a ser mentorado por Paul E. Dangerously, derrotando Johnny Ace no Capital Combat e Brian Pillman no Clash of the Champions. Em julho de 1990, no The Great American Bash, ele foi derrotado por Lex Luger em uma luta pelo NWA United States Heavyweight Championship. O contrato de Calaway não foi renovado.
Calaway lutou por pouco tempo na New Japan Pro Wrestling como Punisher Dice Morgan. Ele retornou à USWA para participar de um torneio pelo USWA Unified World Heavyweight Championship; ele derrotou Bill Dundee na primeira rodada, mas foi derrotado por Jerry Lawler na quarta-de-final. Em outubro de 1990, ele foi contratado pela World Wrestling Federation (WWF).

### World Wrestling Federation / World Wrestling Entertainment / WWE (1990–2020)

#### Estreia e várias rivalidades (1990–1994)
Calaway estreou na WWF como "The Undertaker"  no WWF Superstars de 19 de novembro de 1990.
O conceito de The Undertaker, no entanto, não foi apresentado à Calaway até ele ser contratado. A primeira persona e aparência de Undertaker foi a de um pálido agente funerário de filmes de faroeste, vestindo um sobretudo, gravata listrada cinza, chapéu stetson preto com luvas cinzas. Calaway estreou no Survivor Series, como um vilão, como parceiro do time de Ted DiBiase, sendo chamado Kane the Undertaker. Na luta, The Undertaker eliminou Koko B. Ware e Dusty Rhodes, antes de ser eliminado por contagem. Após o evento, ele passou a ser chamado apenas de The Undertaker. Ele abandonou Brother Love como manager em favor de Paul Bearer — um fantasmagórico e histriônico personagem que carregava uma urna, que daria poder a Undertaker, o revitalizando durante lutas.
Ele fez sua estreia no WrestleMania no WrestleMania VII, derrotando "Superfly" Jimmy Snuka. A vitória foi a primeira de seu recorde. Sua primeira grande rivalidade foi contra The Ultimate Warrior, tendo o atacado durante um segmento de entrevista com Bearer. Após um ano enfrentando Warrior, Randy Savage, Sid Justice, Sgt. Slaughter e Hulk Hogan, ele derrotou o último para ganhar seu primeiro WWF Championship no Survivor Series com a ajuda de Ric Flair, se tornando o mais jovem Campeão da WWF da história, até 1993, quando Yokozuna se tornou campeão. Ele perdeu o título para Hogan seis dias depois, no This Tuesday in Texas.
Em fevereiro de 1992, o aliado de Undertaker Jake "The Snake" Roberts tentou atacar a esposa de Savage, Miss Elizabeth, com uma cadeira. Undertaker o impediu, se tornando um mocinho. Undertaker derrotou Roberts no WrestleMania VIII. Ele começou uma rivalidade com os lutadores associados a Harvey Wippleman, como Kamala, Giant González e Yokozuna. Ele teve a luta principal do primeiro episódio do Monday Night Raw em 11 de janeiro de 1993, derrotando Damien Demento. Ele enfrentou González no WrestleMania IX, vencendo por desqualificação após o uso de clorofórmio. Ele enfrentou Yokozuna no Royal Rumble de 1994. Durante a luta, Yokozuna e outros vilões selaram Undertaker em um caixão. Ele apareceu no telão, dizendo que retornaria.

#### Retorno; diversas rivalidades (1994–1997)

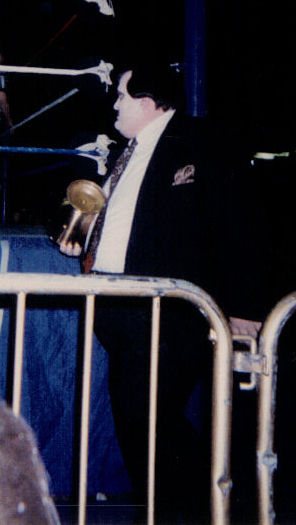
Paul Bearer ficou conhecido como empresário e guia de Undertaker no início de sua carreira

Após o WrestleMania X, Ted DiBiase reintroduziu Undertaker à WWF. Esse Undertaker, no entanto, era um impostor criado por Brian Lee: o original retornou no SummerSlam, derrotando o falso Undertaker. Sua aparência continuava a mesma, mas agora suas luvas e gravatas teriam uma cor púrpura. No Survivor Series, The Undertaker derrotou Yokozuna. Durante a maior parte de 1995, The Undertaker manteve uma rivalidade com os membros da Million Dollar Corporation. No WrestleMania XI, enquanto Undertaker enfrentava King Kong Bundy, Kama roubou a urna de Undertaker, a derretendo e fazendo dela um colar de ouro. Undertaker derrotou Kama no SummerSlam. Várias semanas depois, Undertaker lesionou um osso perto do olho, retornando apenas no Survivor Series.
Ele retornou usando uma máscara de O Fantasma da Ópera. Na luta principal do Royal Rumble de 1996, The Undertaker foi desmascarado durante uma luta pelo WWF Championship contra Bret Hart, quando Diesel interferiu, atacando Undertaker. Uma revanche no Raw de 5 de fevereiro teve uma interferência similar. No In Your House: Rage in the Cage, enquanto Diesel enfrentava Hart em uma luta Steel Cage, The Undertaker saiu de dentro do ringue, puxando Diesel. A rivalidade culminou em uma luta no WrestleMania XII, onde Undertaker derrotou Diesel.
Mankind fez sua estreia interferindo em uma luta entre Undertaker e Justin Hawk Bradshaw. Nas semanas seguintes, Mankind continuou a interferir em lutas de Undertaker. Mankind custou a Undertaker uma luta pelo WWF Intercontinental Championship no In Your House 8: Beware of Dog, ajudando Goldust a derrotar Undertaker. No SummerSlam, Mankind e Undertaker se enfrentaram em um Boiler Room Brawl. O vencedor seria aquele que pegasse a urna com Paul Bearer. Undertaker alcançou Bearer, mas este se recusou a lhe dar o objeto, o traindo e lhe atacando com o mesmo. Mankind e Undertaker se enfrentaram novamente no In Your House: Buried Alive, em uma luta Buried Alive. Após interferência de The Executioner, The Undertaker foi "enterrado vivo".
Ele retornou no Survivor Series novamente enfrentando Mankind, com Paul Bearer pendurado em uma jaula à 20 ft (6,10 m) de altura. Se Undertaker vencesse a luta, ele poderia atacar Bearer. Ele ganhou a luta, mas Executioner conseguiu salvar Bearer. The Undertaker começou uma rivalidade com Executioner, o derrotando no In Your House: It's Time, em uma luta Armageddon Rules. Ele começou outra rivalidade com Vader, sendo derrotado por ele no Royal Rumble de 1997 após interferência de Bearer. Ele enfrentou Bret Hart, Vader e Stone Cold Steve Austin em uma luta pelo WWF Championship no In Your House 13: Final Four, mas não venceu. Ele ganharia o título no mês seguinte, derrotando Sycho Sid no WrestleMania 13.

#### Hell in a Cell e Brothers of Destruction (1997–1998)
No Raw de 12 de maio, Mankind reintroduziu Paul Bearer, que havia sido atacado por Undertaker no In Your House 14: Revenge of the 'Taker. Bearer tentou se aliar novamente a The Undertaker, o chantageando e ameaçando revelar um segredo. Com o tempo, Bearer revelou que, quando criança, Undertaker havia incendiado a casa funerária de sua família, matando seus pais e seu meio-irmão. Bearer anunciou que o irmão de Undertaker, Kane, havia sobrevivido e criado por Bearer. Em resposta, Undertaker afirmou que Kane fora o incendiário.

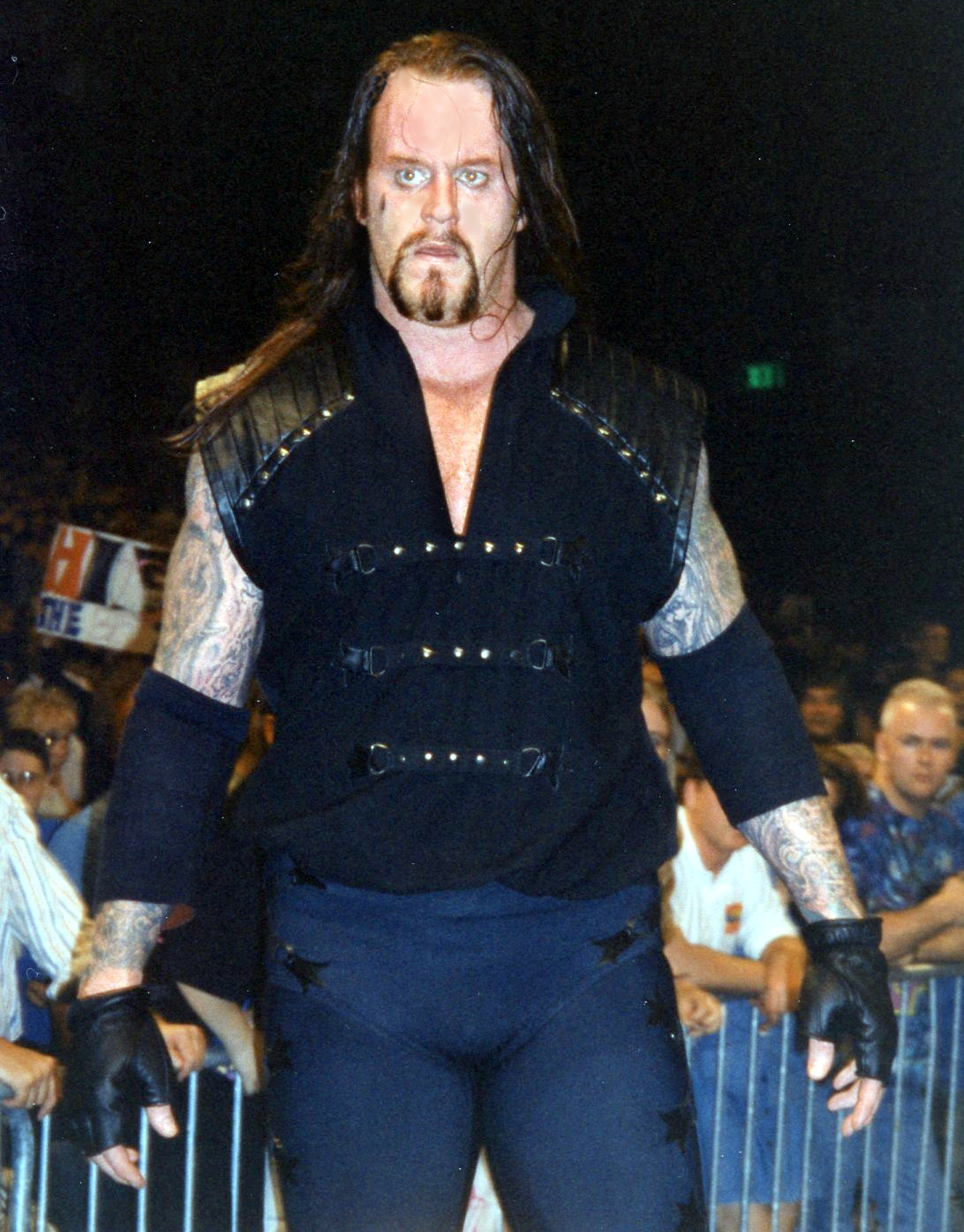
The Undertaker em 1997.

Enquanto isso, Undertaker começou uma rivalidade no SummerSlam, quando o árbitro convidado Shawn Michaels acidentalmente acertou Undertaker com uma cadeira durante uma luta com Bret Hart, fazendo-o perder o WWF Championship. Após um empate por dupla contagem no Ground Zero: In Your House, Undertaker desafiou Michaels para a primeira Hell in a Cell, no Badd Blood: In Your House. Durante a luta, Kane fez sua estreia, arrancando a porta da cela e atacando Undertaker, dando a vitória à Michaels. Com o progresso da história Kane, representado por Bearer, desafiou The Undertaker para lutas, as quais recusou. O último encontro entre Michaels e Undertaker aconteceu no Royal Rumble. Na semana anterior, Kane se aliou havia se aliado ao irmão contra a D-Generation X. No entanto, no Royal Rumble, Kane prendeu Undertaker em um caixão, dando novamente a vitória à Michaels. Quando o caixão foi reaberto, Undertaker havia desaparecido. Após dois meses, The Undertaker retornou e derrotou Kane no WrestleMania XIV. Os dois se enfrentaram novamente na primeira luta Inferno, no mês seguinte, no Unforgiven: In Your House, com Undertaker vencendo.
A rivalidade entre The Undertaker e Mankind foi renovada, com os dois se enfrentando em uma Hell in a Cell no King of the Ring. Durante a luta, Undertaker atirou Mankind do topo da cela, a 16 ft (4,88 m) de altura, na mesa dos comentaristas. Ele mais tarde aplicou um Chokeslam em Mankind, quebrando o teto da cela e vencendo a luta.

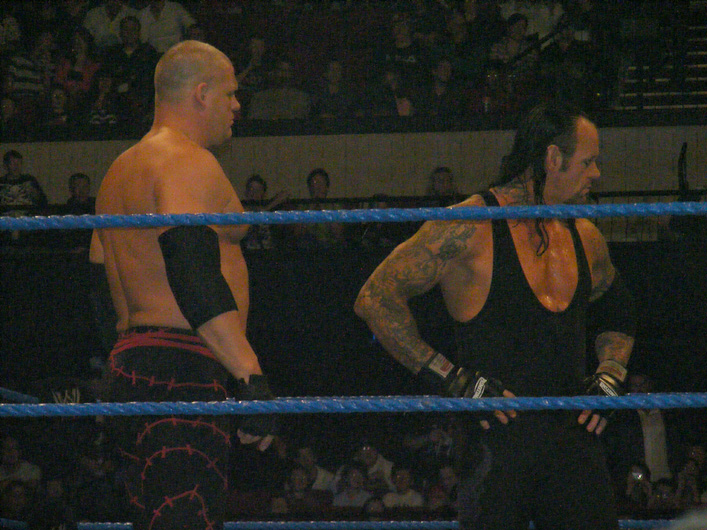
Brothers of Destruction mais tarde na carreira, após Kane ter sido desmascarado.

No Fully Loaded, The Undertaker e Stone Cold Steve Austin derrotaram Kane e Mankind para ganhar o WWF Tag Team Championship. O reinado durou apenas dois meses, com Kane e Mankind conquistando o título de volta no Raw is War. The Undertaker se tornou o desafiante pelo WWF Championship de Austin no SummerSlam. Pouco tempo antes do SummerSlam, Undertaker anunciou que ele e Kane estavam trabalhando juntos como irmãos, mas alertou Kane para que ele não interferisse na luta entre ele e Austin. No SummerSlam, Undertaker foi derrotado. Em setembro, a história continuou, com Undertaker mostrando características vilanescas ao se aliar a Vince McMahon contra Austin. No Breakdown: In Your House, The Undertaker e Kane enfrentaram Austin pelo WWF Championship; McMahon, no entanto, proibiu os irmãos de fazerem o pinfall um no outro. Undertaker e Kane fizeram um pinfall simultâneo em Austin após um chokeslam duplo. McMahon, então, deixou o título vago, o que os levou a uma luta no Judgment Day: In Your House, com Austin como árbitro. Durante a luta, Undertaker e Paul Bearer traíram Kane, lhe atacando com uma cadeira. Austin atacou Undertaker, acabando a luta por dupla contagem. Undertaker se tornou um vilão no Raw is War pela primeira vez em seis anos, se reconciliando com Bearer e fundando o Ministry of Darkness. Seguindo a história, ele admitiu que havia incendiado a casa funerária.
Após o Survivor Series, The Undertaker voltou suas atenções à Austin, o atacando com uma pá durante uma luta contra The Rock. McMahon marcou uma luta Buried Alive entre Austin e Undertaker no Rock Bottom: In Your House. Nas semanas anteriores à luta, Undertaker tentou embalsamar Austin vivo, tentou internar Kane em um manicômio e fez seus druidas acorrentarem Austin. The Undertaker, no entanto, perdeu a luta no Rock Bottom após interferência de Kane.

#### Ministry of Darkness (1999)
Em janeiro de 1999, The Undertaker retornou e formou o grupo Ministry of Darkness, desenvolvendo um personagem mais malévolo e satânico. Ele afirmava que recebia ordens do "Higher Power" ("Poder Maior"). Com a ajuda de seus servos, Undertaker tentava deixar outros lutadores maus. O Ministry logo se uniu à The Corporation, formando o Corporate Ministry. Nessa época, The Undertaker derrotou Austin pelo WWF Championship no Over the Edge, com a ajuda do árbitro especial Shane McMahon. Duas semanas depois, foi revelado no Raw is War que Vince McMahon era o "Higher Power". Após Undertaker perder o título para Austin uma noite após King of the Ring, e ser derrotado em uma luta First Blood no Fully Loaded, cortou relações com os McMahons, com a facção acabando.
The Undertaker se aliou à The Big Show, dupla conhecida como The UnHoly Alliance, ganhando o WWF Tag Team Championship duas vezes. Em setembro de 1999, The Undertaker se lesionou, deixando a WWF por quatro meses. Ele deveria voltar no Royal Rumble, mas se lesionou novamente.

#### American Bad Ass e Big Evil (2000–2003)

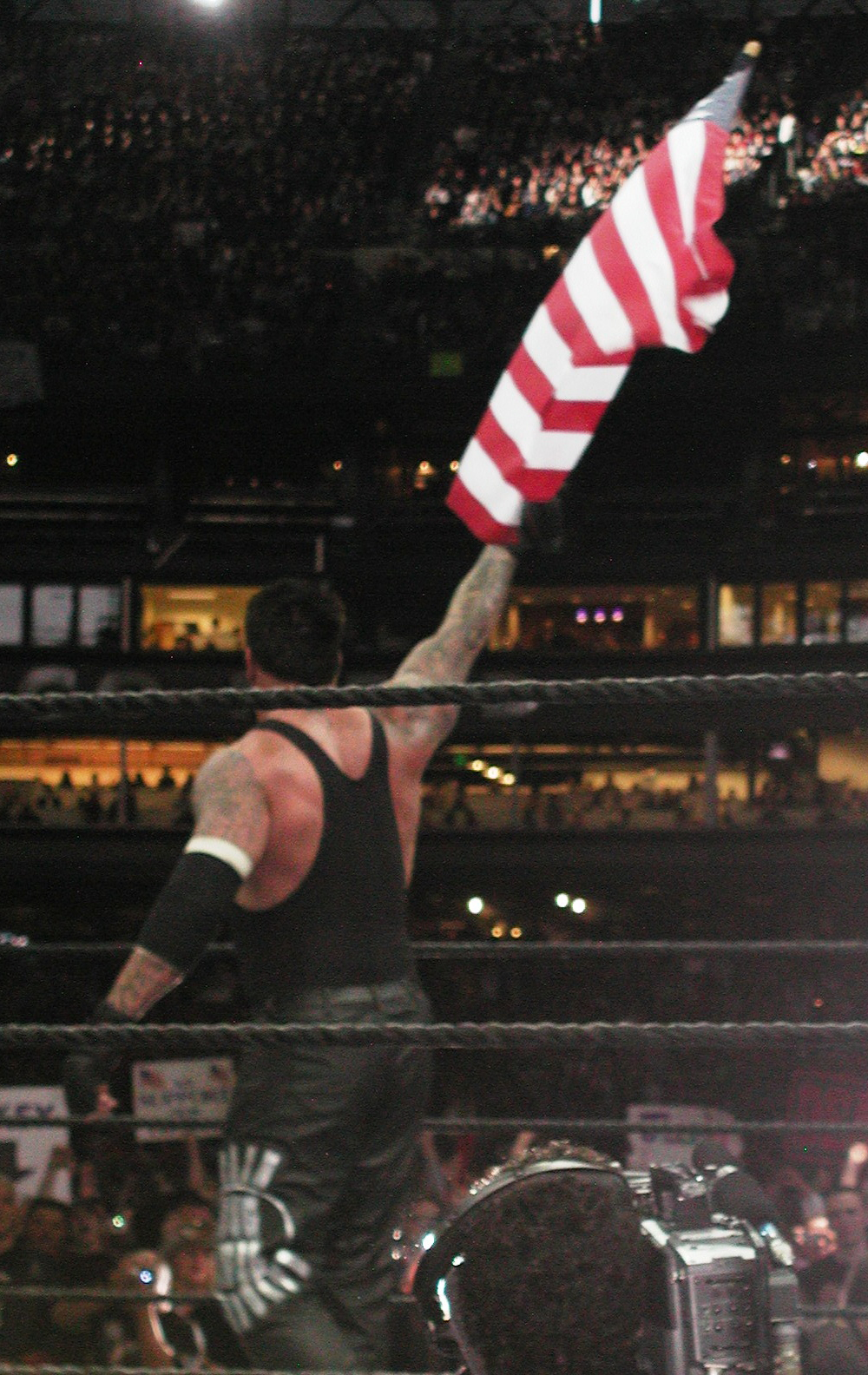
Undertaker no WrestleMania XIX

The Undertaker assumiu um diferente personagem, o de um motoqueiro de óculos escuros e bandana. Sua música de entrada passou a ser populares canções de rock, como "American Bad Ass" de Kid Rock, mas sempre com a tradicional abertura do gongo.
Ao retornar em maio de 2000, ele atacou todos os membros da McMahon-Helmsley Faction, se tornando um mocinho. Ele também criou uma rivalidade com o líder do grupo, o Campeão da WWF Triple H. No King of the Ring, The Undertaker se aliou a The Rock e Kane para derrotar Triple H, Shane McMahon e Vince McMahon. Ele e Kane derrotaram Edge e Christian, ganhando uma chance pelo título de duplas na semana seguinte, mas foram derrotados. Kane traiu The Undertaker, o aplicando dois chokeslams em 14 de agosto, no Raw is War. Eles se enfrentaram no SummerSlam, que acabou sem vencedor após Kane fugir do ringue ao ter sua máscara removida por Undertaker.
The Undertaker desafiou Kurt Angle pelo WWF Championship no Survivor Series. Angle, no entanto, derrotou The Undertaker após trocar de lugar com seu irmão, Eric Angle. The Undertaker exigiu, então, uma vaga na Hell in a Cell de seis lutadores pelo WWF Championship no Armageddon, durante a qual aplicou um chokeslam em Rikishi do alto da cela.
Em 2001, Undertaker reformou os Brothers of Destruction, desafiando pelo WWF Tag Team Championship. Eles receberam uma luta no No Way Out, enfrentando Edge e Christian e os campeões Dudley Boyz, mas não venceram. No WrestleMania X-Seven, ele derrotou Triple H. Após os Brothers of Destruction ganharem o WWF Tag Title de Edge e Christian, Triple H derrotou Kane no Backlash, com os Brothers of Destruction perdendo os títulos. Com Kane lesionado, The Undertaker começou uma rivalidade com Steve Austin pelo WWF Championship, mas foi derrotado no Judgment Day.
Enquanto a "The Invasion", The Undertaker começou uma rivalidade com Diamond Dallas Page, que perseguia obsessivamente a esposa de Undertaker, Sara. Mark e Sara se casaram realmente durante a história. No SummerSlam, os Campeões de Duplas da WCW The Undertaker e Kane derrotaram Page e Chris Kanyon e uma luta steel cage para ganhar o WWF Tag Team Championship. No Survivor Series, The Undertaker, Kane, The Rock, Chris Jericho e The Big Show derrotaram Steve Austin, Booker T, Rob Van Dam, Shane McMahon e Kurt Angle. Undertaker se tornou um vilão novamente ao forçar o comentarista Jim Ross a beijar o traseiro de Vince McMahon. A partir de então, ele passou a deixar os cabelos curtos e referir-se a si mesmo como "Big Evil". No Vengeance, The Undertaker derrotou Van Dam para ganhar o WWF Hardcore Championship.

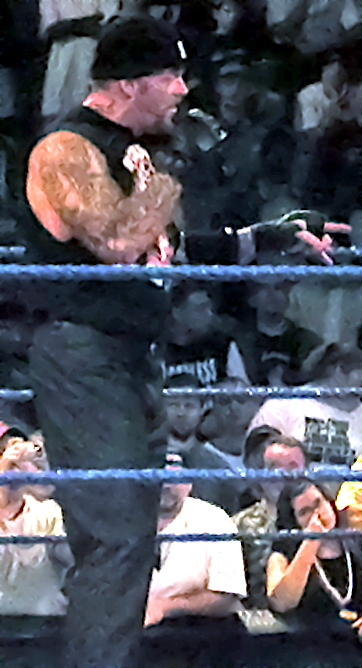
The Undertaker como "Big Evil"

No Royal Rumble de 2002, Undertaker foi eliminado por Maven. Irado, Undertaker eliminou Maven e o atacou brutalmente nos bastidores. Em um episódio do SmackDown!, The Rock zombou da eliminação de Undertaker no Royal Rumble. The Undertaker respondeu ao custar uma luta que faria de The Rock o desafiante pelo WWF Undisputed Championship. The Rock, então, fez The Undertaker perder o Hardcore Championship para Maven. Os dois se enfrentaram no No Way Out, com Undertaker sendo derrotado após interferência de Ric Flair. Flair decidiu não enfrentar Undertaker no WrestleMania X8, e, como resultado, ele atacou David Flair, filho de Ric. Flair aceitou enfrentar Undertaker após este ameaçar atacar a filha de Ric. Mesmo sem desqualificações, Flair foi derrotado.
Após a história com Flair, The Undertaker derrotou Stone Cold Steve Austin no Backlash para se tornar o desafiante pelo WWF Undisputed Championship. Na mesma noite, ele ajudou Hulk Hogan a ganhar o título de Triple H. The Undertaker derrotou Hogan para ganhar o título no Judgment Day. Na noite seguinte, Rob Van Dam derrotou Undertaker pelo título. A luta foi imediatamente reiniciada por Flair e Undertaker reconquistou o título. No Raw de 1 de julho, Undertaker se tornou um mocinho após derrotar Jeff Hardy em uma ladder match e levantar a mão de Hardy em sinal de respeito. The Undertaker, no entanto, perdeu o título para The Rock no Vengeance, em uma luta que também envolveu Kurt Angle. The Undertaker foi transferido do Raw para o SmackDown! com Brock Lesnar, Chris Benoit e Eddie Guerrero. The Undertaker desafiou Lesnar para uma luta pelo título no Unforgiven, luta que acabou em dupla desclassificação. Eles se enfrentaram no No Mercy em uma Hell in a Cell, onde Undertaker foi derrotado após lutar com uma mão quebrada.
The Undertaker deixou o wrestling após ser atacado por Big Show. Ele retornou no Royal Rumble de 2003, imediatamente começando uma rivalidade com Big Show e o derrotando por submissão no No Way Out. A-Train tentou atacar The Undertaker após a luta, mas Nathan Jones o salvou. Undertaker passou a treinar Jones para enfrentar, com ele, A-Train e Show no WrestleMania XIX. Jones, no entanto, foi removido da luta, que se tornou um combate 2-contra-1. Undertaker venceu com a ajuda de Jones.
Pelo resto do ano, Undertaker manteve uma rivalidade com John Cena, vencendo o combate entre ambos no Vengeance, e tendo duas lutas pelo WWE Championship. A primeira, no SmackDown! de 4 de setembro, contra Kurt Angle, que acabou sem vencedor após interferência de Brock Lesnar. A segunda, no No Mercy, uma luta com o uso legal de uma corrente de motocicleta. Lesnar venceu após interferência de Vince McMahon. No final do ano, The Undertaker teve que derrotar Big Show e Brock Lesnar numa luta Handicap 2-contra-1 por três vezes (devido a interferências de Paul Heyman), para ganhar uma oportunidade pelo WWE Championship no Survivor Series, porém, após o combate terminar com a vitória de The Undertaker, o mesmo voltou a ser atacado por Big Show e Brock Lesnar, com o apoio de Vince McMahon, o que fez Undertaker mudar de ideia, e desafiar McMahon para uma Buried Alive no Survivor Series. Apesar de The Undertaker dominar quase todo o combate, o mesmo acabou sendo derrotado por Vince McMahon após interferência de Kane. The Undertaker desapareceu após a luta, com Kane afirmando que ele estava "morto e enterrado para sempre".

#### Retorno do Deadman (2004–2007)

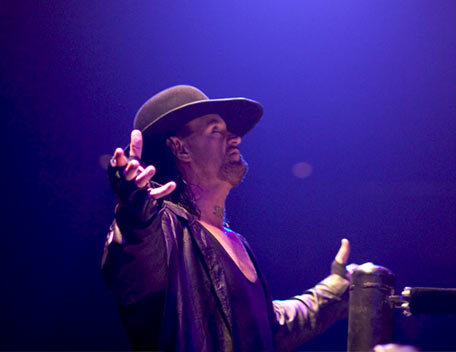
The Undertaker fazendo sua entrada no SmackDown!.

Antes do WrestleMania XX, Kane foi perseguido por vídeos que promoviam o retorno de Undertaker. No Royal Rumble, o gongo de Undertaker soou, distraindo Kane e permitindo sua eliminação por Booker T. No WrestleMania XX, The Undertaker, acompanhado por Paul Bearer e usando o conhecido personagem gótico, retornou e derrotou Kane. No Judgment Day, The Undertaker derrotaria Booker T. Três meses depois, Bearer foi sequestrado pelos Dudley Boyz sob comando de Paul Heyman, que passou a controlar Undertaker. No The Great American Bash, The Undertaker enfrentou os Dudleys em uma luta 2-contra-1, com a estipulação de que se ele não permitisse que os dois o derrotassem, Heyman enterraria Bearer em cimento. Ele derrotou os Dudleys e impediu que Heyman enterrasse Bearer, o fazendo ele mesmo, dizendo que não precisava mais dele.
Após derrotar os Dudley Boyz, The Undertaker desafiou o Campeão da WWE John "Bradshaw" Layfield (JBL) para uma luta no SummerSlam, sendo derrotado por desqualificação. No No Mercy, The Undertaker e JBL participaram da primeira luta "Last Ride", com The Undertaker sendo derrotado após interferência de Heidenreich. Após uma breve rivalidade com Heidenreich, The Undertaker, com Eddie Guerrero e Booker T, enfrentou JBL no Armageddon, novamente perdendo após interferência de Heidenreich. Os dois se enfrentaram no Royal Rumble, onde Undertaker venceu após prender o oponente em um caixão.
Logo depois, Randy Orton desafiou The Undertaker para uma luta no WrestleMania 21. Mesmo com a ajuda de seu pai, "Cowboy" Bob Orton, Randy foi derrotado por The Undertaker, que aumentou seu recorde para 13–0. Ele retornou no SmackDown! de 16 de junho, sendo derrotado por JBL, após interferência de Randy Orton. Após o The Great American Bash, The Undertaker se tornou o desafiante pelo WWE Championship. Ele perdeu o direito após ser derrotado por JBL, novamente após interferência de Orton. No SummerSlam, Orton derrotou The Undertaker. Os dois passaram a provocar o outro com caixões, se enfrentando em uma luta de caixões no No Mercy, com Undertaker sendo derrotado por Randy e Bob Orton. Após a luta, os Ortons atearam fogo ao caixão, de onde Undertaker havia desaparecido. Ele retornou no Survivor Series, saindo de um caixão em chamas. The Undertaker voltou ao SmackDown! no início de dezembro, desafiando Orton para uma Hell in a Cell no Armageddon. Após vencer a luta, Calaway deixou o wrestling por um tempo.

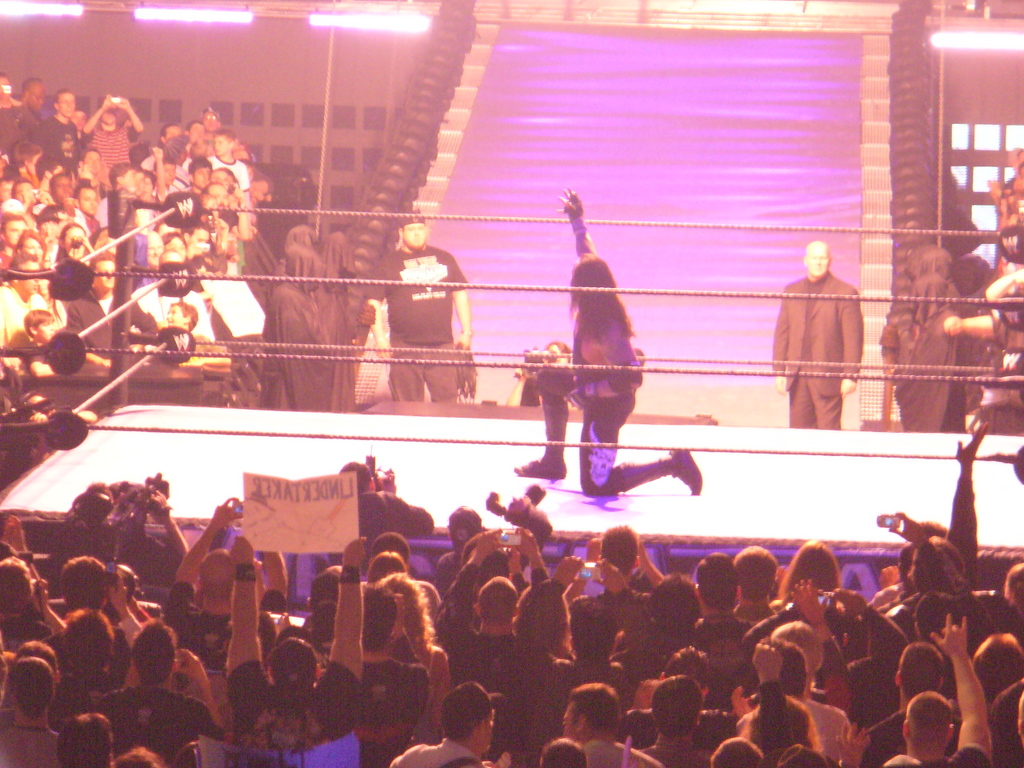
The Undertaker no WrestleMania 22.

No Royal Rumble de 2006, The Undertaker retornou durante a celebração de Kurt Angle, que havia derrotado Mark Henry. The Undertaker foi derrotado por Angle no No Way Out. Undertaker teve sua revanche pelo World Heavyweight Championship contra Angle no SmackDown!, mas foi derrotado após um ataque de Henry. No WrestleMania 22, Undertaker derrotou Henry em uma luta de caixões, elevando seu recorde para 14-0. Durante uma revanche no SmackDown!, The Great Khali fez sua estreia, atacando Undertaker.
The Undertaker foi mencionado novamente apenas no SmackDown! de 5 de maio, com Theodore Long desafiando Khali em nome de Undertaker para uma luta no Judgment Day. The Undertaker foi derrotado por Khali, só aparecendo novamente no SmackDown! de 4 de julho, aceitando um desafio de Khali para uma luta Punjabi Prison no The Great American Bash. Khali, no entanto, foi removido da luta e substituído pelo Campeão da ECW The Big Show, que foi derrotado. Long havia substituído Khali como punição por ter atacado Undertaker antes do evento. Khali foi desafiado para uma luta Last Man Standing no SummerSlam após interferir em uma luta entre Undertaker e King Booker. Khali negou o desafio, mas Long oficializou a luta no SmackDown! de 18 de agosto. Undertaker acabou vencendo a luta.
A próxima luta de Undertaker foi contra o Campeão dos Estados Unidos Mr. Kennedy no No Mercy, na qual foi desqualificado após usar o cinturão contra Kennedy. No SmackDown! de 3 de novembro, Undertaker se reuniu a Kane como os Brothers of Destruction, derrotando Mr. Kennedy e MVP. Kennedy derrotou The Undertaker em uma luta First Blood no Survivor Series após interferência de MVP, mas derrotou Kennedy em uma luta Last Ride no Armageddon. Kennedy custou a Undertaker duas oportunidades por luta pelo World Heavyweight Championship que aconteceria no Royal Rumble.

#### Campeão Mundial dos Pesos-Pesados (2007–2010)
The Undertaker ganhou seu primeiro Royal Rumble no evento de 2007, se tornando o primeiro lutador a entrar como número 30 e vencer o combate. Ele começou, então, uma rivalidade com Batista, quem derrotou no WrestleMania 23 para ganhar seu primeiro World Heavyweight Championship. No Backlash, em uma luta Last Man Standing, uma revanche entre os dois acabou em empate, já que nenhum dos dois respondeu à contagem de dez do árbitro. No SmackDown! de 11 de maio, Undertaker e Batista se enfrentaram em uma luta Steel Cage, que acabou novamente em empate após os dois homens deixarem a jaula ao mesmo tempo. Após o combate, Mark Henry fez seu retorno, atacando Undertaker. Imediatamente após o ataque, Edge utilizou seu contrato de Money in the Bank, derrotando Undertaker e ganhando o título. Após o segmento, druidas carregaram Undertaker aos bastidores.
Durante a reabilitação de Calaway, Henry passou a derrotar lutadores locais e se gabar do ataque a Undertaker, até que vídeos promocionais sobre o retorno de Undertaker passaram a ser exibidos. Ele fez seu retorno durante o Unforgiven, derrotando Henry, o fazendo novamente no SmackDown! duas semanas depois. Batista e The Undertaker se enfrentaram no Cyber Sunday, com os fãs tendo escolhido o árbitro, Stone Cold Steve Austin, mas Batista manteve seu World Heavyweight Championship. Eles se enfrentaram novamente em uma luta Hell in a Cell no Survivor Series, onde Edge retornou e interferiu na luta, fazendo Batista manter seu título. Em resposta, The Undertaker aplicou um Tombstone Piledriver em Vickie Guerrero, namorada de Edge, no SmackDown! seguinte. No Armageddon, Edge derrotou Batista e Undertaker para ganhar o título.
No No Way Out, The Undertaker derrotou Batista, Finlay, The Great Khali, Montel Vontavious Porter e Big Daddy V em uma Elimination Chamber,  desafiando Edge pelo World Heavyweight Championship  no WrestleMania XXIV. Ele derrotou Edge, e aumentou seu recorde para 16–0. The Undertaker voltou a derrotar Edge no Backlash. Vickie Guerrero baniu, então, o movimento Hell's Gate de Undertaker, retirando seu título. No Judgment Day, Undertaker derrotou Edge por contagem em uma luta pelo título vago. Vickie, no entanto, manteve o título vago. Eles se enfrentaram pelo título novamente no One Night Stand, em uma Tables, Ladders, and Chairs, com Undertaker sendo derrotado após interferência de La Familia. Pela estipulação da luta, Undertaker deixaria a WWE.

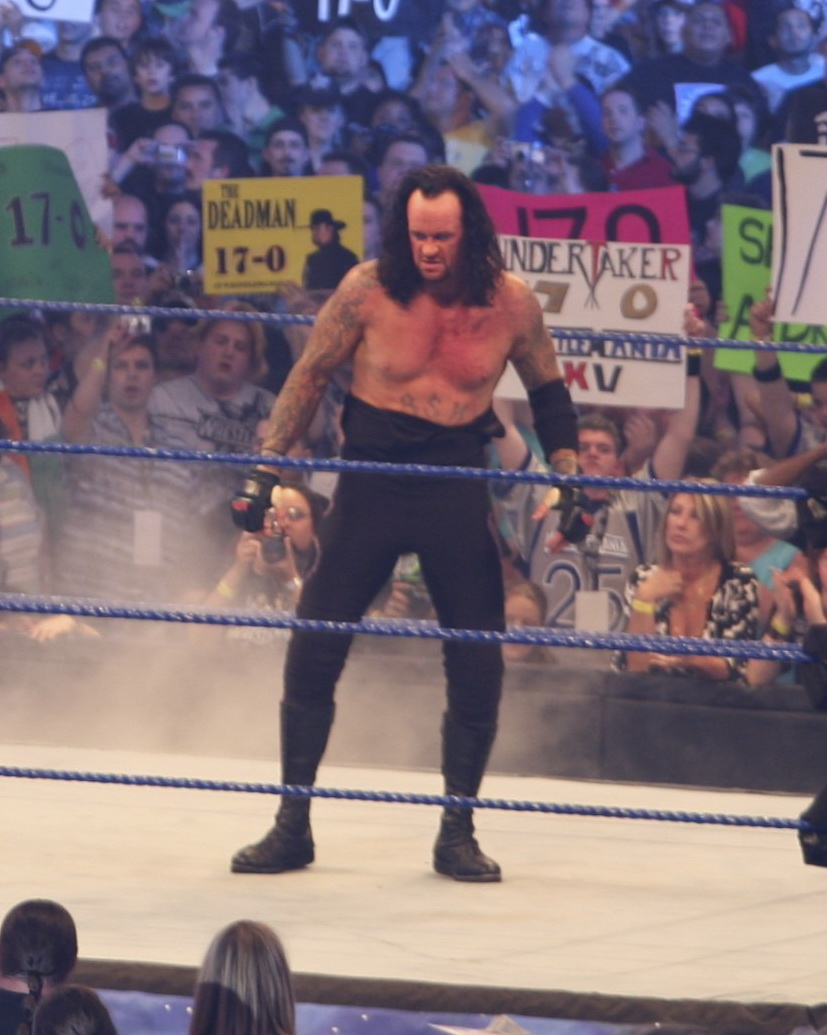
The Undertaker, após derrotar Shawn Michaels no WrestleMania XXV.

No SmackDown! de 25 de julho de 2008, Guerrero anunciou que havia recontratado Undertaker, e que ele enfrentaria Edge em uma luta Hell in a Cell no SummerSlam, luta vencida por Undertaker que, após a luta, aplicou um chokeslam em Edge do alto de uma escada, abrindo um buraco no ringue. Durante o Unforgiven, The Undertaker tentou colocar Guerrero em um caixão. Big Show apareceu para ajudá-lo, mas o traiu e o atacou. Como resultado, The Undertaker e Big Show se enfrentaram no No Mercy, com Big Show nocauteando Undertaker. No Cyber Sunday, The Undertaker derrotou Show em uma luta Last Man Standing. The Undertaker voltaria a derrotar Show no Survivor Series, em uma luta de caixões.
Undertaker participou da Elimination Chamber pelo WWE Championship no No Way Out. Sem vencer o combate, Undertaker começou uma rivalidade com Shawn Michaels, envolvendo o recorde no WrestleMania e o fato de que Undertaker nunca derrotara Michaels. Ele o fez no WrestleMania XXV, aumentando seu recorde para 17–0. A partir de 25 de abril de 2009, Undertaker entrou em um novo hiato.
Após quatro meses, The Undertaker retornou no SummerSlam em agosto, atacando CM Punk, que acabara de ganhar o World Heavyweight Championship de Jeff Hardy em uma luta Tables, Ladders, and Chairs. No Breaking Point, The Undertaker enfrentou Punk em uma luta de submissão pelo título. Ele venceu a luta usando um Hell's Gate, mas o combate foi reiniciado por Theodore Long, que anunciou que o movimento ainda estava banido por Vickie Guerrero. Punk aplicou, então, um movimento de submissão em Undertaker, que não desistiu. Mesmo assim, o árbitro Scott Armstrong encerrou a luta, recriando o Montreal Screwjob. No SmackDown de 25 de setembro, Long foi aprisionado em um caixão por Undertaker, acabando com o banimento do movimento. No Hell in a Cell, The Undertaker ganhou o World Heavyweight Championship de Punk em uma luta Hell in a Cell. The Undertaker defendeu seu título contra CM Punk no SmackDown, em uma luta Fatal Four Way no Bragging Rights e em uma luta Triple Threat no Survivor Series. Ele enfrentou Batista no TLC: Tables, Ladders & Chairs e ganhou após a luta ser reiniciada por Long, por Batista ter aplicado um golpe baixo.
No Elimination Chamber, um defeito na pirotecnia momentaneamente incendiou as roupas de Undertaker durante sua entrada. Ele perdeu o World Heavyweight Championship para Chris Jericho após interferência de Shawn Michaels. Undertaker negava o pedido de uma revanche contra Michaels no WrestleMania, mas aceitou após o ataque de Shawn, com a condição de que, se Michaels perdesse, deveria se aposentar. No WrestleMania XXVI, The Undertaker derrotou Michaels em uma luta sem desqualificação para encerrar a carreira do oponente.

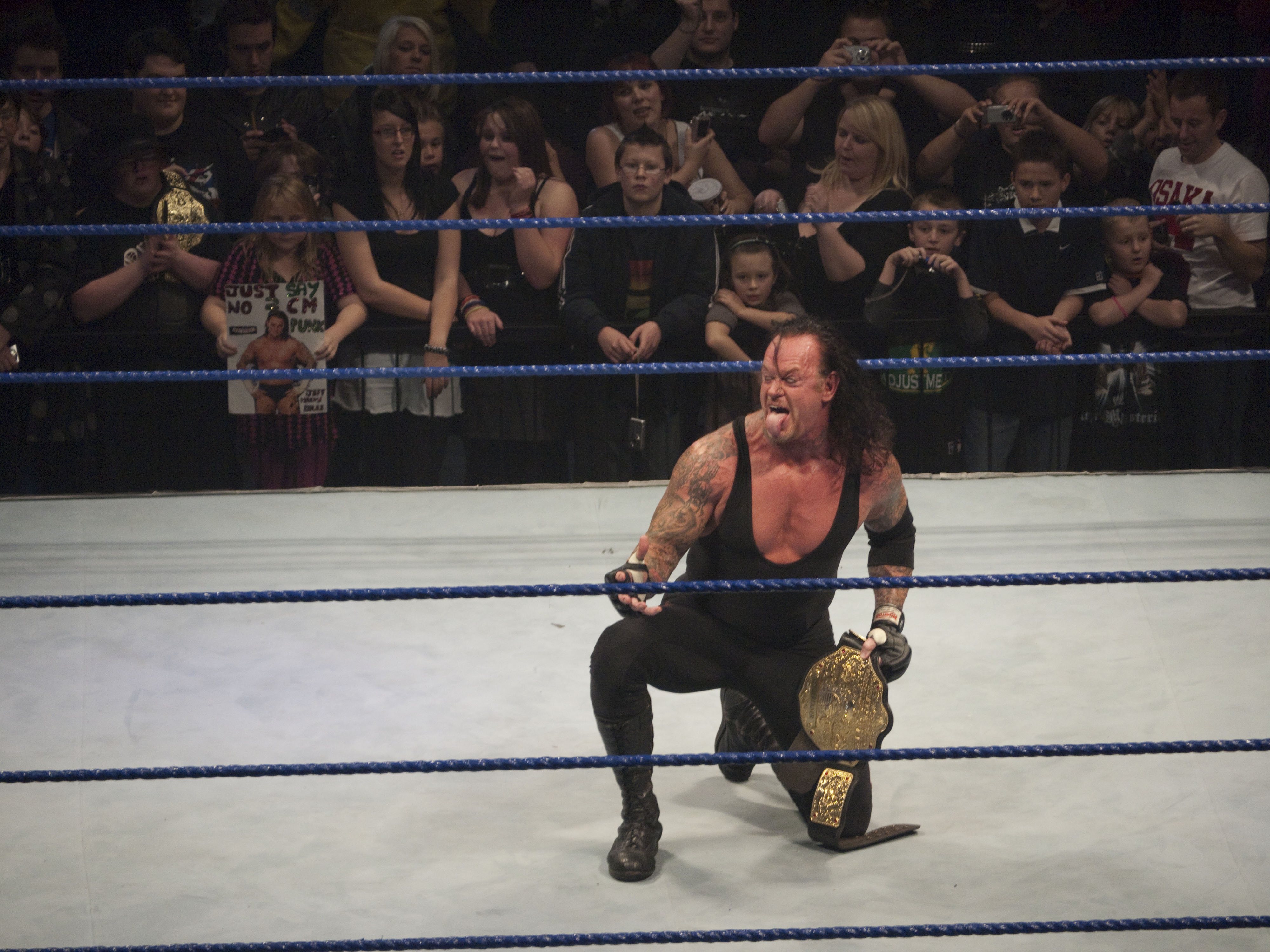
Undertaker durante o seu terceiro reinado como campeão Mundial dos Pesos-Pesados.

Após um hiato (que incluiu duas lutas no Raw), ele retornou no SmackDown de 28 de maio, derrotando Rey Mysterio para se qualificar para uma luta no Fatal 4-Way pelo World Heavyweight Championship. Durante a luta, The Undertaker sofreu uma concussão, um osso orbital e o nariz quebrado. Kane revelou que The Undertaker havia sido encontrado em estado vegetativo; Mysterio assumiu seu lugar na luta e ganhou o World Heavyweight Championship. Enquanto tentando descobrir quem havia atacado The Undertaker, Kane derrotou Mysterio para ganhar o World Heavyweight Championship. Kane e Mysterio continuaram a se enfrentar, com cada um acusando o outro pelo ataque.
No SummerSlam, Undertaker retornou para confrontar Kane e Rey Mysterio, sendo atacado pelo primeiro. Com Kane revelado como o atacante, os dois mantiveram uma rivalidade nos meses seguintes pelo World Heavyweight Championship. Após ser derrotado por Kane no Night of Champions, Undertaker introduziu de volta Paul Bearer como seu aliado. No entanto, Bearer traiu Undertaker e se aliou a Kane no Hell in a Cell. A rivalidade acabou no Bragging Rights, quando o Nexus ajudou Kane a enterrar Undertaker em uma luta Burried Alive.

#### Defesas e termino da Streak (2011–2014)

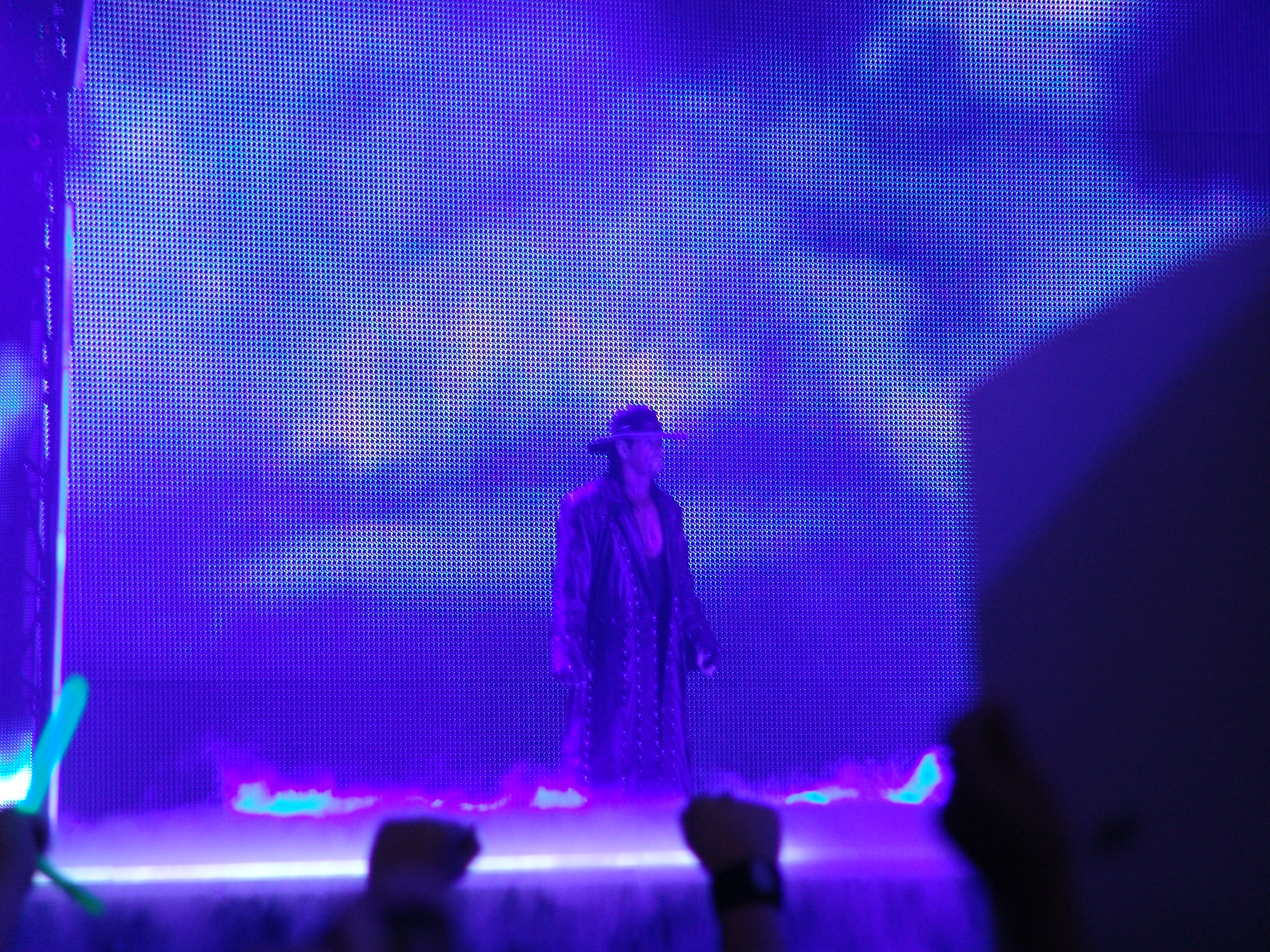
The Undertaker fazendo sua entrada no WrestleMania XXVII.

Após o Royal Rumble de 2011, vídeos promocionais promovendo o retorno de Undertaker passaram a ser exibidos. No Raw de 21 de fevereiro, Undertaker retornou. No entanto, antes que ele pudesse falar, foi interrompido pelo também retornante Triple H, que apontou para o símbolo do WrestleMania, marcando, sem falar, uma luta para o WrestleMania XXVII, onde Undertaker derrotou Triple H em uma luta No Holds Barred, elevando seu recorde para 19–0. Após o combate, Undertaker foi carregado para fora da arena em uma maca.
Undertaker fez seu retorno durante o Raw de 30 de janeiro, interrompendo um segmento entre Triple H e John Laurinaitis. Dessa vez, Undertaker apontou para o símbolo do WrestleMania XXVIII, mas Triple H lhe deu uma palmada no ombro antes de deixar o ringue. Após cortar seus próprios cabelos, Undertaker convenceu Triple H a enfrentá-lo no WrestleMania, em uma luta Hell in a Cell com Shawn Michaels como árbitro. No WrestleMania XXVIII, Undertaker derrotou Triple H, aumentando seu recorde para 20-0. Após a luta, Undertaker e Shawn Michaels carregaram Triple H até o palco de entrada, onde se abraçaram.

No milésimo episódio do Raw, em 23 de julho, Undertaker retornou, reunindo-se a Kane contra Hunico, Camacho, Curt Hawkins, Tyler Reks, Drew McIntyre e Jinder Mahal, que tentavam atacá-lo. Em 23 de fevereiro de 2013, Undertaker fez uma aparição em um evento não-televisionado em Waco, Texas, aliando-se a Sheamus para derrotar Damien Sandow e Wade Barrett. 

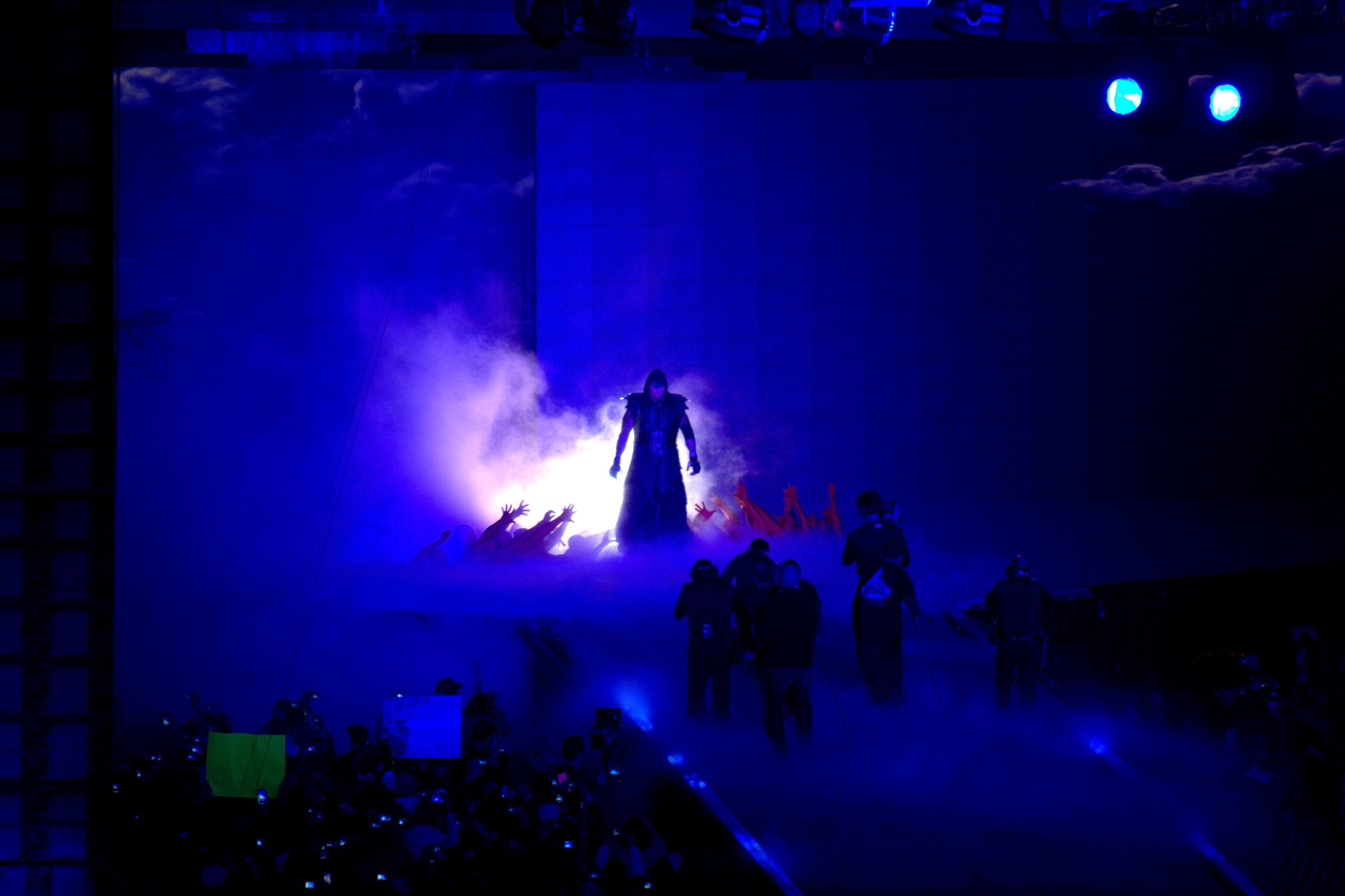
Entrada de The Undertaker no WrestleMania 29.

Seu retorno televisivo aconteceu no Raw Old School, em 4 de março, quando abriu o evento fazendo sua entrada característica. Mais tarde naquela noite, CM Punk derrotou Randy Orton, Big Show e Sheamus para tornar-se o desafiante de Undertaker no WrestleMania 29. Os dois se confrontaram na semana seguinte, quando Punk interrompeu a homenagem de Undertaker ao recém-falecido Paul Bearer. Depois, Undertaker fez com que Punk fosse derrotado por Kane. No WrestleMania 29, Undertaker derrotou Punk, elevando seu recorde para 21–0. No Raw após o WrestleMania, Undertaker quase foi atacado pelo grupo The Shield, mas foi salvo por Team Hell No (Kane e Daniel Bryan). Undertaker lutou no Raw pela primeira vez em três anos no episódio de 22 de abril, aliando-se a Kane e Bryan em uma luta contra Shield, sendo derrotado. Quatro dias depois, ele fez sua primeira luta no SmackDown em três anos, derrotando Dean Ambrose por submissão. Após o combate, Undertaker seria atacado por Ambrose e o resto da Shield.

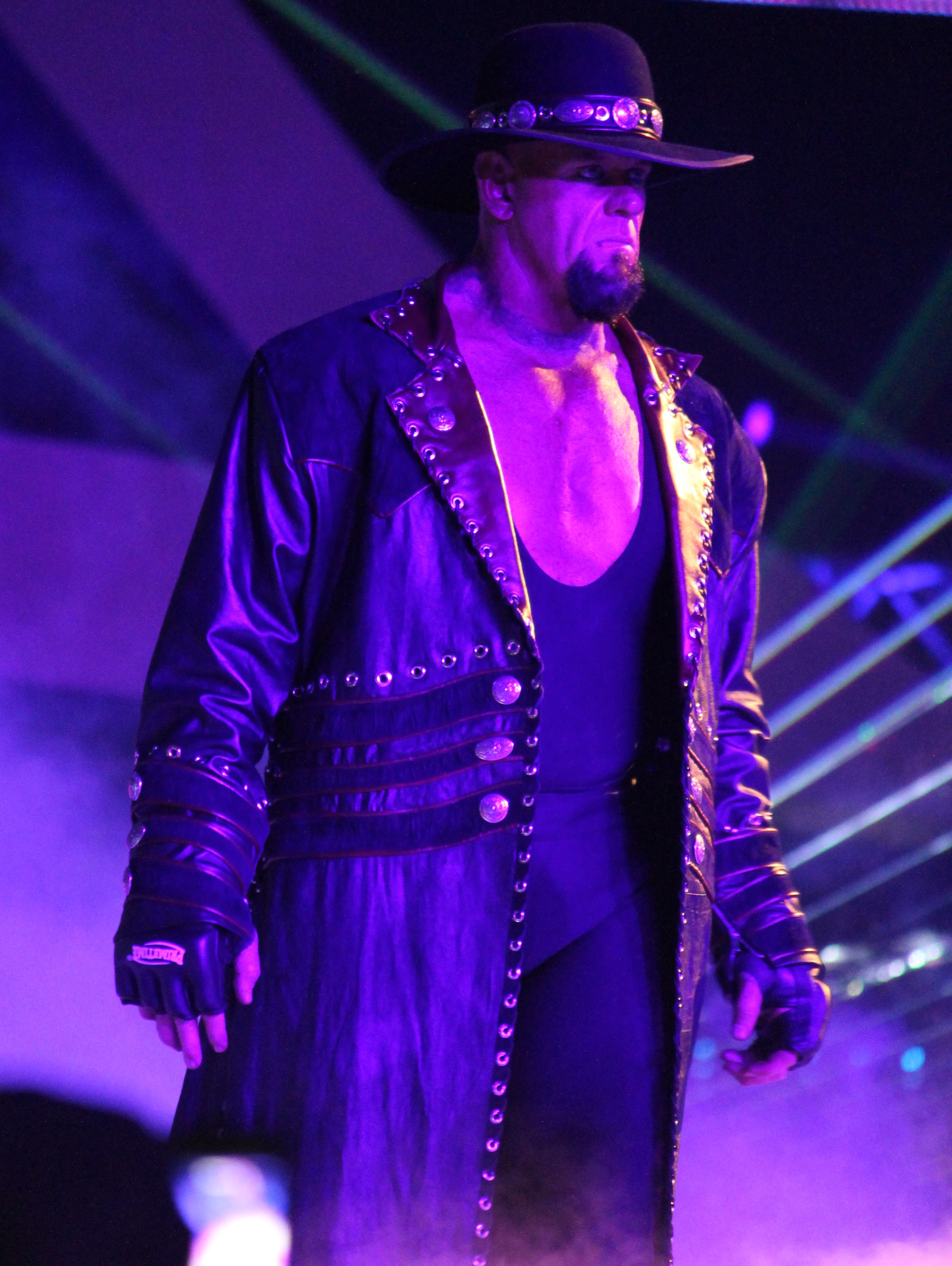
The Undertaker fazendo sua entrada no WrestleMania XXX.

No Raw de 24 de fevereiro, Undertaker interrompeu Brock Lesnar e Paul Heyman, desafiando o primeiro para uma luta no WrestleMania XXX ao enfiar uma caneta em sua mão e aplicar-lhe um chokeslam em cima de uma mesa. Neste evento, ocorrido em 6 de abril de 2014, depois de uma longa e cansativa luta, Lesnar aplicou três F-5 em Undertaker, vencendo a luta por pinfall, terminando sua série de invencibilidade em WrestleManias. Após a luta, Undertaker foi hospitalizado com uma concussão grave. Em dezembro 2014, em uma entrevista, Vince McMahon confirmou que era a sua decisão final que Lesnar quebraria o Streak, e que o Undertaker ficou inicialmente chocado com a decisão. As razões de McMahon para essa decisão foram que ele teria, grandes planos para Lesnar na próximo WrestleMania, e que não havia outros candidatos viáveis para preencher o papel de Lesnar.

#### Rivalidades finais (2015–2020)

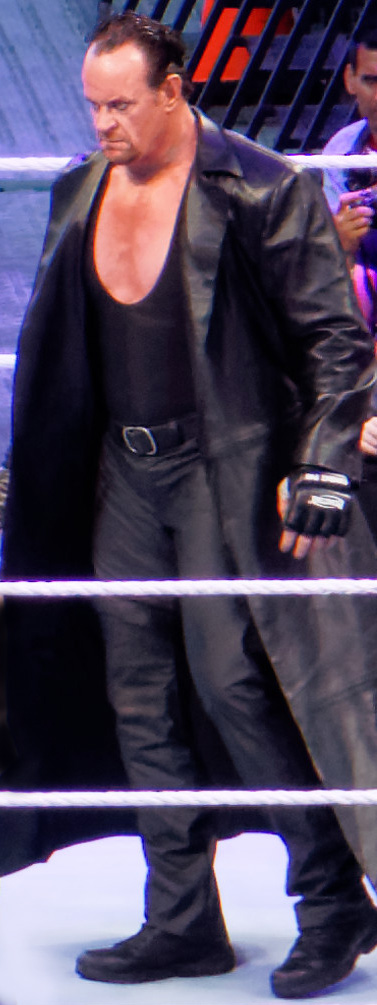
The Undertaker antes de enfrentar Bray Wyatt no WrestleMania 31.

Em fevereiro de 2015, Bray Wyatt começou uma série de promos enigmáticas que culminaram no Fastlane, onde Wyatt desafiou Undertaker para um combate no WrestleMania 31. No Raw de 9 de março, ele aceitou o desafio, fazendo seus próprios jogos mentais. No evento em 29 de março, Undertaker derrotou Wyatt, conquistando sua 22ª vitória em WrestleManias.
Em 19 de julho de 2015, no pay-per-view Battleground, Undertaker fez seu retorno ao atacar Brock Lesnar durante sua luta pelo WWE World Heavyweight Championship de Seth Rollins. No Raw seguinte, em 20 de julho, Undertaker explicou que a razão que o fez voltar foi o desrespeito de Lesnar nos meses seguintes com o fato dele acabar com sua invencibilidade no WrestleMania XXX. Assim, Undertaker desafiou Lesnar para uma luta no SummerSlam. No mesmo dia, os dois proporcionaram uma briga por toda a arena e tiveram que ser separados. Após isso, o combate entre eles foi confirmado. No evento, Undertaker derrotou Lesnar com a manobra de submissão Hell's Gate após uma confusão no final do combate quando a campainha tocou no momento em que Lesnar aplicava o Kimura Lock; entretanto, naquele momento, o árbitro não havia soado o gongo, e se distraindo com a situação, permitiu a Undertaker aplicar um golpe baixo em Lesnar seguido da submissão. Ao longo desse período, a postura de Undertaker como vilão ou um favorito dos fãs foi amplamente debatido entre os espectadores da WWE, devido às suas táticas sujas contra Lesnar.
Um mês depois após esta luta, foi anunciado durante o Night of Champions que Undertaker e Lesnar se enfrentariam mais uma vez, agora em uma luta Hell in a Cell no evento de mesmo nome, onde ele foi derrotado por Lesnar após este lhe aplicar um golpe baixo seguido por um F5. Mesmo perdendo, Undertaker foi aplaudido de pé pelo público após o fim do combate, entretanto, enquanto preparava-se para se retirar, ele foi atacado por todos os membros da Wyatt Family (Bray Wyatt, Luke Harper, Braun Strowman e Erick Rowan), sendo levado por eles para fora do ringue. Depois de também atacarem Kane no  Raw seguinte, Wyatt explicou que ele queria suas almas. No Raw de 9 de novembro, os Brothers of Destruction retornaram e atacaram a Wyatt Family, de modo que uma luta de duplas foi marcada para o Survivor Series, onde eles derrotaram Wyatt e Luke Harper.
No Raw de 22 de fevereiro de 2016, Vince McMahon colocou seu filho Shane McMahon, que voltou a WWE pela primeira vez desde 2009, para competir numa luta Hell in a Cell contra Undertaker no WrestleMania 32 com a condição de que, se Shane ganhasse, ele teria o controle do Raw. Na semana seguinte, Undertaker retornou, alertando Vince das consequências de colocar seu filho em um combate com ele. No Raw de 21 de março, Vince declarou que, se Undertaker não ganhasse, aquela seria sua última WrestleMania. No evento, que aconteceu em 3 de abril, Undertaker conseguiu derrotar Shane.
Undertaker retornou no 900º episódio do SmackDown em 15 de novembro, interrompendendo um segmento com Edge, que também contava com todos os membros da equipe do programa para o Survivor Series (AJ Styles, Dean Ambrose, Shane McMahon, Randy Orton e Bray Wyatt). Ele primeiro elogiou Shane, afirmando que ele era a melhor pessoa para ser o comissário do SmackDown e advertiu os outros lutadores dizendo-lhes para não perder contra a equipe do Raw. No evento a equipe do SmackDown saiu vitoriosa. Após um novo hiato, retornou no Raw de 9 de janeiro de 2017 para anunciar sua participação na luta Royal Rumble no evento homônimo. No pay-per-view, entrou em 29º e eliminou quatro lutadores, entre eles Goldberg, antes de ser eliminado por Roman Reigns. Isto levou a uma rivalidade entre eles, que culminou no WrestleMania 33, onde Reings o derrotou. Depois da luta, Undertaker deixou simbolicamente suas luvas, casaco e chapéu no centro do ringue. Durante a WrestleMania 34,  The Undertaker retornou após John Cena ter tido sua luta cancelada e esse último portanto, ficar sem rival na arena. Undertaker então apareceu, enfrentou Cena e o venceu facilmente, ampliando assim sua streak em 24-2.

Três semanas após a WrestleMania 34, a WWE realizou um evento especial na Arábia Saudita, o Greatest Royal Rumble, onde enfrentou e derrotou Rusev numa Casket Match. Chris Jericho foi cogitado para ser o seu adversário, mas segundo o mesmo, ele foi substituído por Rusev pois Vince McMahon não gostou do fato de que ele estava trabalhando com a NJPW.
Em Julho de 2018, The Undertaker participou de um house-show no Madison Square Garden, em Nova York, e se uniu com Roman Reigns e Braun Strowman, onde derrotaram Baron Corbin, Elias e Kevin Owens.
Em Outubro, a WWE realizou na Austrália o Super Show-Down, evento este em que foi promovida a "última luta" entre Undertaker e Triple H. The Undertaker teve em seu corner o seu irmão Kane, enquanto Triple H teve em seu corner Shawn Michaels. O combate terminou com a vitória de Triple H após a interferência de Shawn Michaels, posteriormente os 4 celebraram no ringue como sinal de respeito e em seguida um ataque inesperado por parte de Undertaker e Kane. Como resultado do ataque, Triple H e Shawn Michaels anunciaram uma reunião da dupla D-Generation X e desafiaram os Brothers of Destruction para um combate no Crown Jewel, na Arábia Saudita, que ocorreria em Novembro. D-Generation X derrotou os Brothers of Destruction, com a vitória de Triple H sobre Kane.
Em Abril de 2019 foi realizada a WrestleMania 35, essa foi a primeira vez em 19 anos que não contou com a presença de Undertaker, que havia falhado somente a WrestleMania 10 e 2000 (16) durante sua carreira, entretanto, Undertaker esteve acompanhando o evento nos bastidores junto com Michelle McCool e os diretores da WWE. No episódio do Raw após a Wrestlemania, Undertaker fez uma aparição surpresa atacando Elias em uma performance musical.
Em Junho de 2019, foi realizado o Super Show-Down na Arábia Saudita, evento este que contou com o aguardado combate inédito entre Undertaker e Goldberg. O combate foi duramente criticado por fãs e jornalistas pela performance por parte de ambos atletas devido a idade avançada, principalmente pelo grande risco que ambos atletas foram expostos, como um jackhammer  aplicado por Goldberg que poderia fraturar gravemente o pescoço de Undertaker e também um tombstone aplicado por Undertaker em Goldberg que atingiu legitimamente a sua cabeça no ringue. Undertaker derrotou Goldberg e após o fim do combate Undertaker estava visivelmente frustrado com a performance. No final do mesmo mês, Undertaker fez uma aparição surpresa em um combate handcap para salvar Roman Reigns de Drew McIntyre e Shane McMahon. Um combate de equipes foi marcado para o Extreme Rules, onde Undertaker e Roman Reigns venceram.

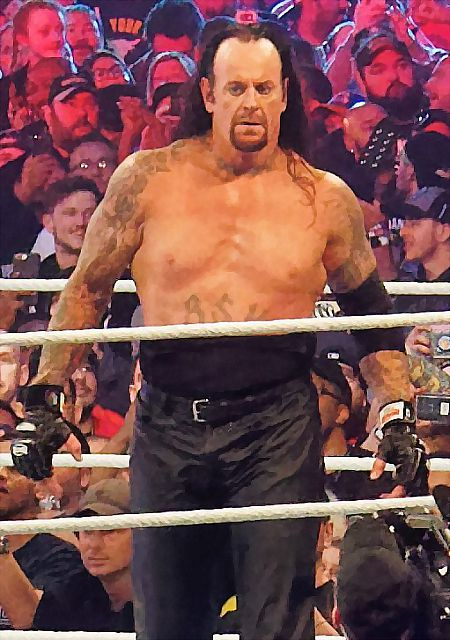
Undertaker na WrestleMania 34

Undertaker retornou durante uma edição do Super Show-Down na Arábia Saudita, em Fevereiro de 2020, substituindo Rey Mysterio, numa gauntlet  match, que momentos antes de entrar no ringue, fora atacado nos bastidores pelos Good Brothers, dupla formada por Karl Anderson e Luke Gallows que pretendiam ajudar AJ Styles. Undertaker venceu o combate e ganhou o troféu Tuwaiq Mountain, atrapalhando os planos de AJ Styles. Em um combate contra Aleister Black, AJ Styles faz provocações imitando os gestos de Undertaker, o que leva a Undertaker fazer uma aparição surpresa no Elimination Chamber interferindo no combate e atacando AJ Styles, iniciando assim a sua rivalidade final. AJ Styles desafia Undertaker para um combate na WrestleMania 36. Para a construção da rivalidade, AJ Styles faz provocações misturando a kayfabe com a realidade, mencionando o fato de Undertaker estar velho e que já não era mais alguém que dava medo, além de expor pela primeira vez na TV  a sua relação pessoal com Michelle McCool e o fato de Undertaker estar engajado nas redes sociais publicando fotos com sua família e fazer aparições na mídia fora de seu personagem. O plano por trás da rivalidade era trazer de volta o American Badass, personagem que retratava o homem por trás do personagem de Undertaker, Mark Calaway, e o combate seria realizado num ringue, mas durante o desenvolvimento da rivalidade, ocorria no mundo a pandemia da COVID-19 que se espalhava pelos EUA e fez com que diversos eventos tivessem de ser cancelados devido os governos locais serem obrigados a impor o lockdown, entretanto, a WWE decidiu por realizar os eventos em seu centro de treinamento e desenvolvimento (Performance Center) sem a presença do público. O desenvolvimento restante da rivalidade foi feito sem o público e Undertaker fez aparições durante o Monday Night Raw com o seu antigo personagem, revidando provocações pessoais contra AJ Styles. O combate foi alterado para uma Boneyard Match, combate semelhante à Buried Alive Match, mas de forma cinemática. Os últimos shows semanais antes da WrestleMania 36 foram gravados no Performance Center, assim como a WrestleMania, que contou com duas noites, enquanto o combate de Undertaker e AJ Styles foi gravado em um cemitério abandonado na Flórida. O combate entre Undertaker e AJ Styles protagonizaram o evento principal da primeira noite, com Undertaker apresentando sua terceira identidade que era uma combinação do Dead Man e American Badass. No que foi considerado o último combate da carreira de Undertaker, ambos realizaram um excelente combate apesar da ausência do público, com uma história contada através dos movimentos, interferências e reviravoltas, em que Undertaker saiu vitorioso.
Aposentadoria e Hall da Fama (2020-2022)
Após a WrestleMania 36, a WWE exibiu o documentário em formato de série "Undertaker: The Last Ride" que relatava toda a trajetória da carreira de Undertaker nos últimos 10 anos, desde que passou a ser um atleta que atuava como part-timer devido lesões e o avanço de sua idade. No último episódio do documentário, Undertaker anunciou que estaria se aposentando dos ringues para que pudesse aproveitar o seu tempo restante com a sua família. Muitos atletas e celebridades prestaram homenagens em suas redes sociais. O Madison Square Garden, considerado a arena mais famosa do mundo, também prestou uma homenagem.
Durante a promoção do Survivor Series de 2020, a WWE anunciou que Undertaker faria uma despedida e o evento seria dedicado a ele, comemorando 30 anos na WWE desde sua estreia. Durante esse período a WWE estava realizando os seus eventos em uma arena vazia com a presença de um público virtual em diversos displays na arquibancada devido a pandemia da COVID-19. Antes de entrar no ringue, diversos amigos que Calaway fez durante sua carreira na WWE subiram ao ringue, como Rikishi, The Godfather, Kane, Mick Foley, Ric Flair, Triple H, Shawn Michaels, JBL, Big Show, Shane McMahon, The Godwinns e Vince McMahon, que apresentou Undertaker. Com o icônico personagem do Dead-Man, Undertaker se dirigiu ao ringue e fez um discurso de despedida sobre sua passagem de 30 anos pela WWE, concluindo com a frase: "Chegou a minha hora de deixar o Undertaker descansar em paz". Uma saudação de dez-sinos foi tocada assim que Undertaker fez a sua tradicional pose de joelhos no ringue, com uma homenagem à Paul Bearer que teve sua imagem projetada.
No dia 18 de Fevereiro de 2022 foi anunciado que Undertaker seria induzido ao Hall da Fama da WWE. A notícia repercutiu com grandes celebrações por parte dos fãs, atletas da indústria do pro-wrestling em geral e outras mídias. Vince McMahon fez uma aparição no The Pat McAfee Show, onde anunciou que iria ser o indutor de Undertaker no Hall da Fama. Ao elogiar Undertaker dentro e fora dos ringues, McMahon afirmou que esta seria a indução mais difícil de um empregado devido a sua longevidade com a indústria e tudo o que passaram juntos, sua lealdade ao negócio e o quão próximos são por trás das cenas. Com a grande repercussão da declaração de McMahon, no mesmo dia Undertaker agradeceu em seu Twitter o entusiasmo com a indução por parte de Vince McMahon.
No dia 1 de Abril de 2022, The Undertaker foi formalmente induzido ao Hall da Fama da WWE no American Airlines Center. Durante sua indução, Calaway fez um discurso de 137 minutos que teve seu início sendo ovacionado de pé pelos fãs durante 10 minutos, que neste período já podiam acompanhar os eventos ao vivo na arena após a pandemia da COVID-19. Com os diversos cânticos com o nome de seu personagem, Calaway estava visivelmente emocionado com lágrimas nos olhos. O discurso de Calaway teve grande repercussão entre fãs e celebridades, com falas sobre motivação, superação, reflexões e filosofia da vida para o sucesso. Calaway se colocou diante de diversos personagens das fases de sua carreira, representados por manequins que vestiam o respectivo traje e também relembrou diversos nomes que marcou a sua carreira e com quem fez grandes amizades na indústria. No mesmo final de semana, Undertaker fez aparições nas duas noites da WrestleMania 38 junto aos demais induzidos ao Hall da Fama na classe de 2022.

## Vida pessoal

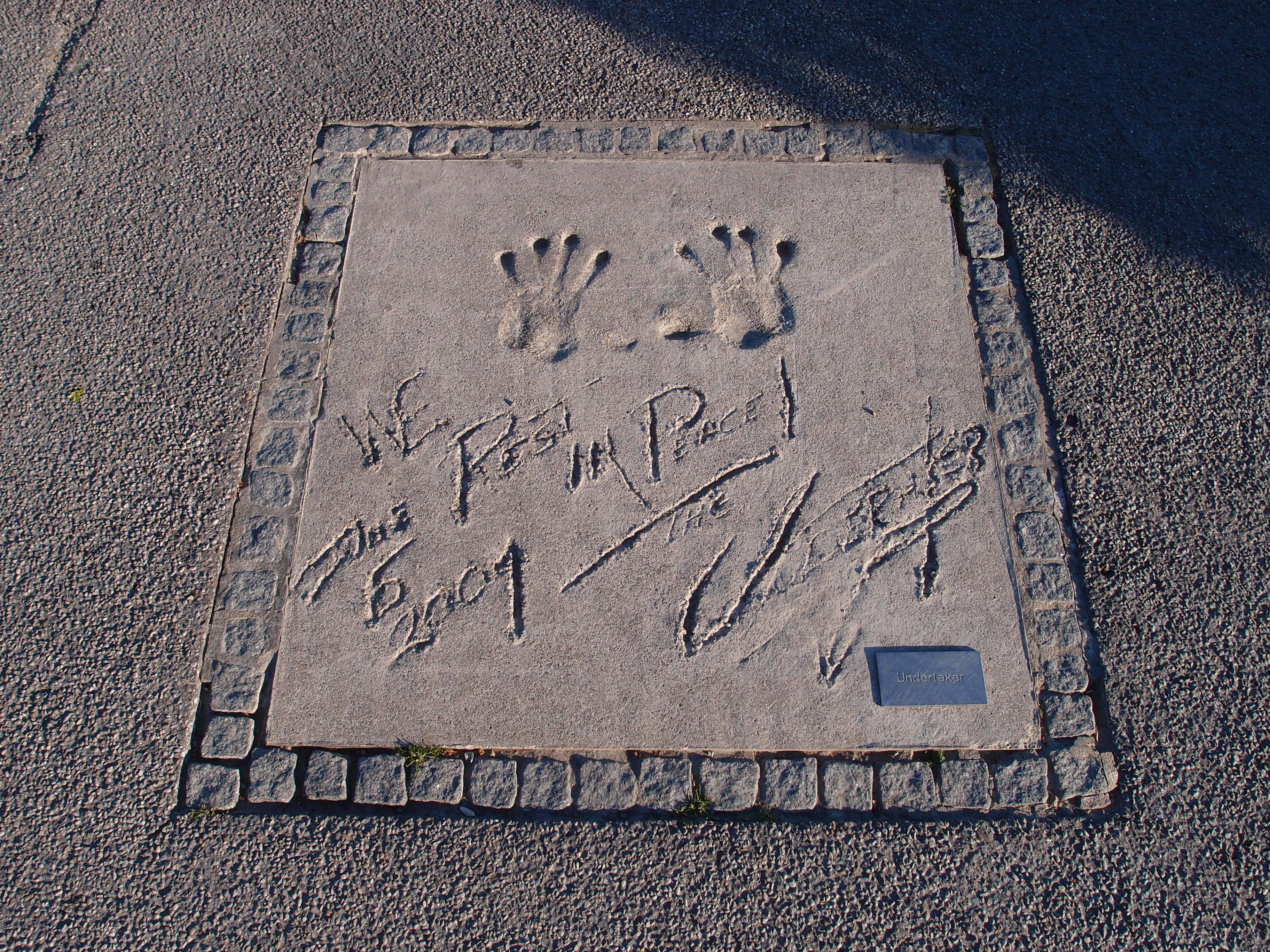
Munich Olympic Walk of Stars em 2004

Calaway se formou na Waltrip High School em 1980, onde foi membro do time de basquete. Calaway casou-se com sua primeira esposa, Jodi Lynn, em 1988 e, em 1993, o casal teve seu primeiro filho, Gunner. O casamento acabou seis anos depois. Calaway casou-se com sua segunda esposa, Sara em 21 de julho de 2000. [carece de fontes?] Os dois tiveram duas filhas: Chasey (nascida em 21 de novembro de 2002) e Gracie (nascida em 15 de maio de 2005). [carece de fontes?] Em 2007, ele e Sara se divorciaram. Calaway se casou com a lutadora Michelle McCool em 26 de junho de 2010. Os dois tiveram uma filha, Kaia Faith Calaway, em 28 de agosto de 2012.
Calaway é um ávido fã de boxe e carregou a bandeira dos Estados Unidos para o Time Pacquiao durante a luta Pacquiao vs. Velázquez em 2005. Calaway também é um fã de mixed martial arts e assistiu a diversos eventos do Ultimate Fighting Championship, tendo, certa vez, confrontado Brock Lesnar. Durante uma entrevista após o UFC 121, Lesnar cruzou com Calaway que, após encarar Lesnar, perguntou "quer fazer isso?". Ele é bom amigo dos lutadores Pat Miletich, Jeremy Horn, Matt Hughes e do ator Tony Longo.

## Outras mídias
Calaway fez sua estreia no cinema em Suburban Commando, de 1991, com Hulk Hogan e Christopher Lloyd. Ele filmou participações em Poltergeist: The Legacy, onde interpretou Soul Chaser Demon e Celebrity Deathmatch. Em 2001, Calaway apareceu no programa canadense Off the Record with Michael Landsberg.

### Filmografia
| Filme     | Filme                                 | Filme                | Filme                                                             |
| Ano       | Filme                                 | Papel                | Notas                                                             |
| --------- | ------------------------------------- | -------------------- | ----------------------------------------------------------------- |
| 1991      | Suburban Commando                     | Hutch                | Estreia                                                           |
| 1999      | Beyond the Mat                        | Ele mesmo            | Documentário                                                      |
| Televisão |                                       |                      |                                                                   |
| Ano       | Título                                | Papel                | Notas                                                             |
| 1999      | Poltergeist: The Legacy               | Soul Chaser Demon    | Episódios: "Brothers Keeper" / "The Mephisto Strain" (Flashbacks) |
| 1999      | Downtown                              | The Undertaker (voz) | Episódio: "The Con"                                               |
| 1999      | Celebrity Deathmatch                  | The Undertaker (voz) | Episódio: "Halloween Episode I"                                   |
| 2001      | Off the Record with Michael Landsberg | Ele mesmo            | 1 episódio                                                        |
| 2002      | America's Most Wanted                 | Ele mesmo            | 1 episódio                                                        |

## No wrestling
- Movimentos de finalização
  - Como The Undertaker
    - Chokeslam[4][2]

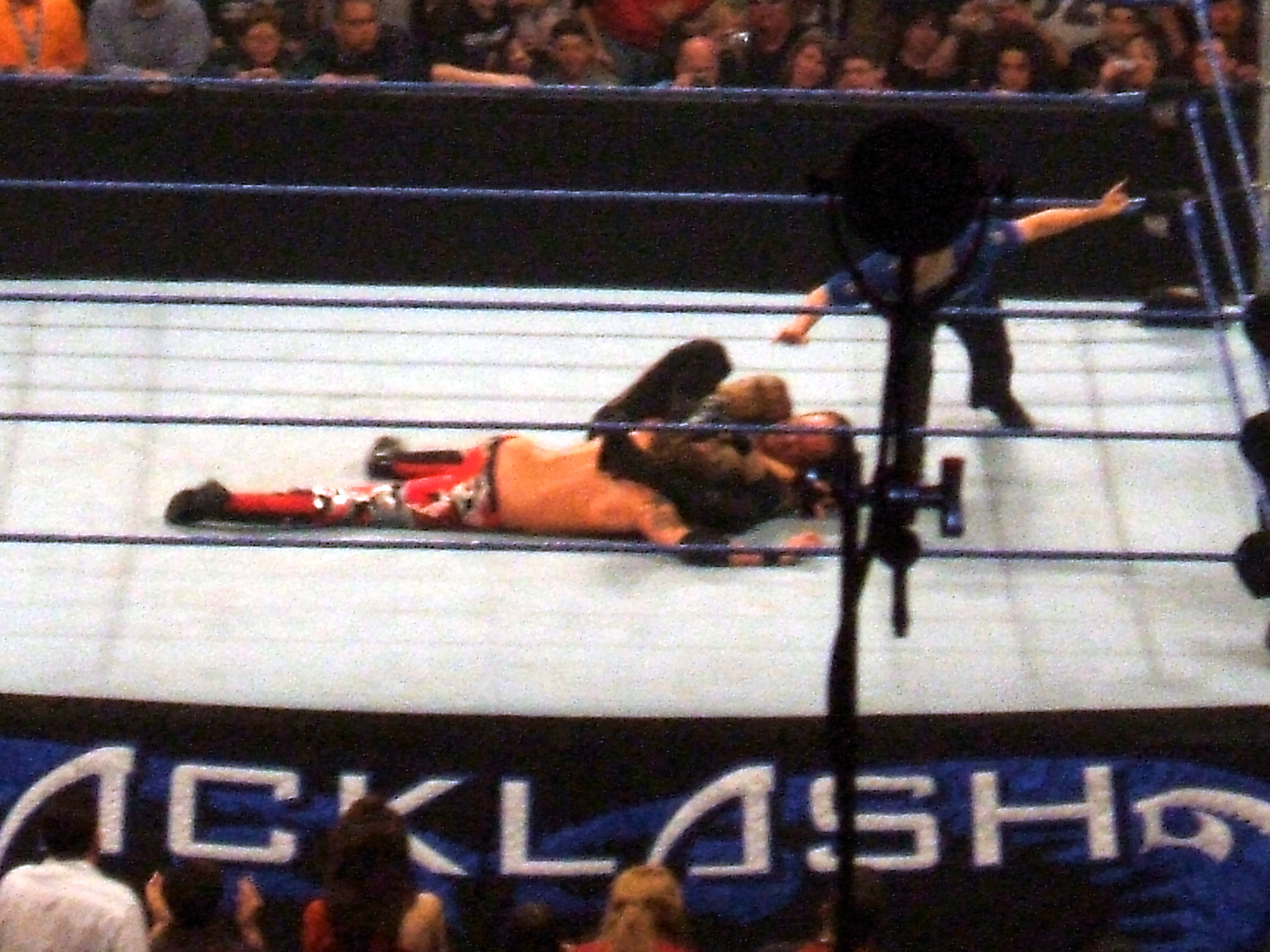
Undertaker aplicando um Hell's Gate em Edge.

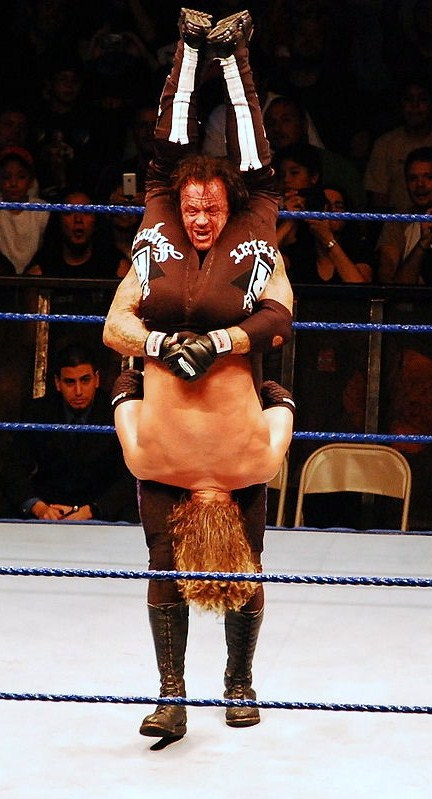
Undertaker aplicando um Tombstone Piledriver em Edge.

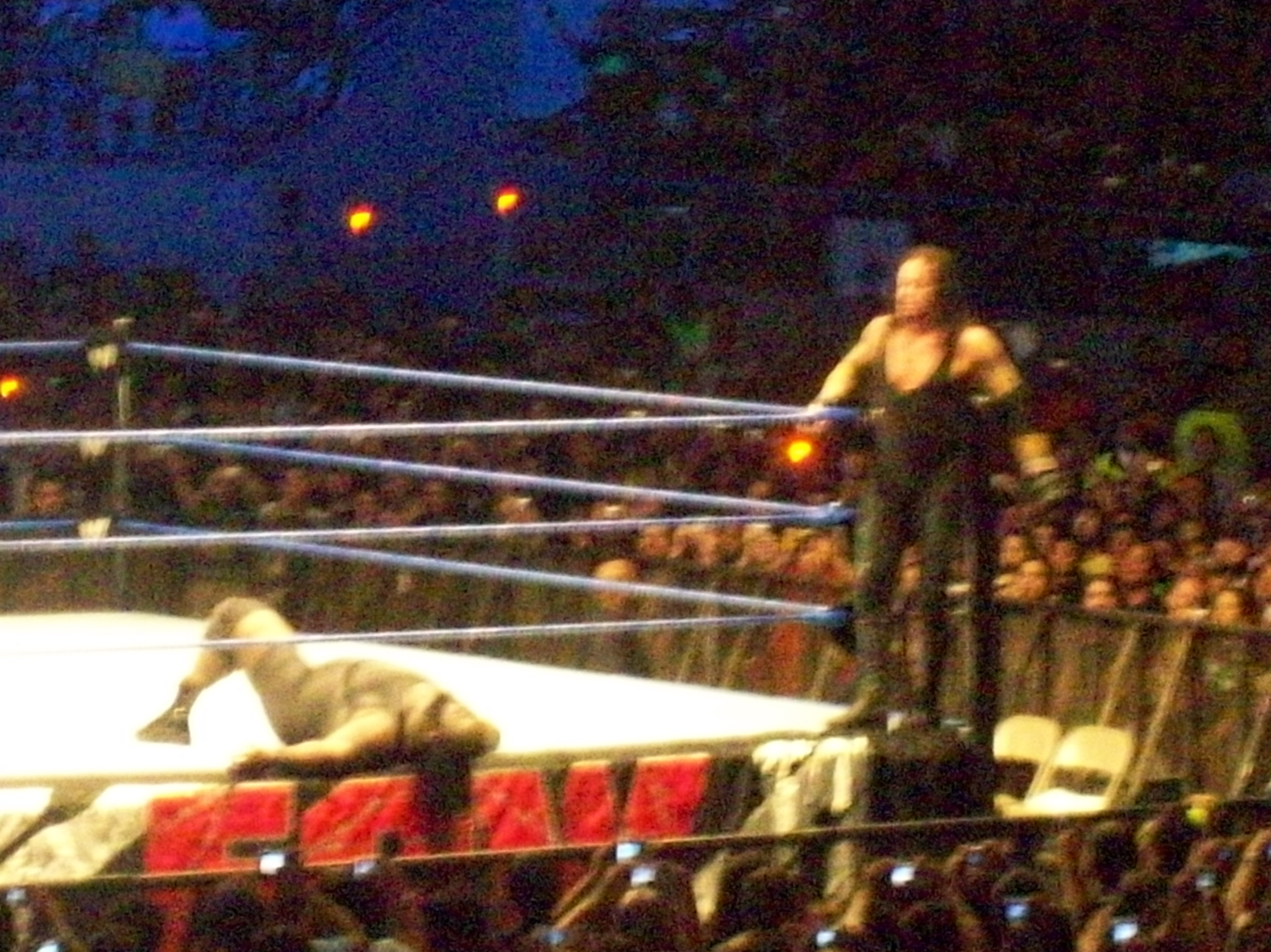
Undertaker aplicando um guillotine leg drop em Mark Henry.

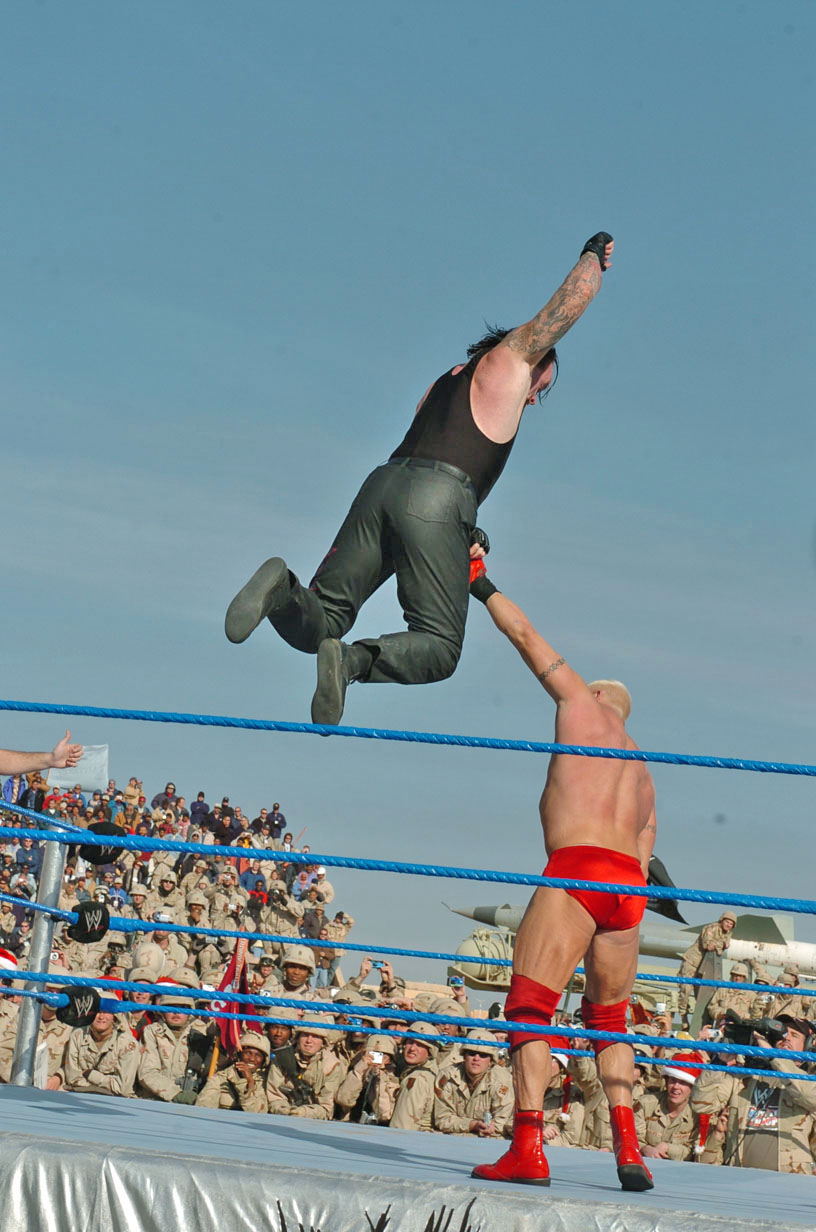
Undertaker aplicando um Old School em Heidenreich.

    - Hell's Gate (Gogoplata modificada) – 2008–presente
    - Last Ride (Elevated powerbomb) – 2000–presente
    - Tombstone Piledriver (Kneeling reverse piledriver seguido por um pinfall modificado)
    - Triangle choke – 2003–2008

  - Como "Mean" Mark Callous
    - Callous Clutch (Jaw clutch)[2]
    - Heart punch[2]

- Movimentos secundários
  - Back body drop
  - Combinação de socos[2]
  - Big boot[2]
  - Fujiwara armbar[2]
  - Flying clothesline[2]
  - Guillotine leg drop no peito de um oponente pendurado na beirada do ringue[2]
  - Heatseeking Missile[2] (Missile dropkick) - 1984-1990
  - One-handed clawhold[2] - 1984-1990
  - Kneebar[2]
  - No-handed over the top rope suicide dive[138]Undertaker aplicando um Chokeslam em CM Punk.

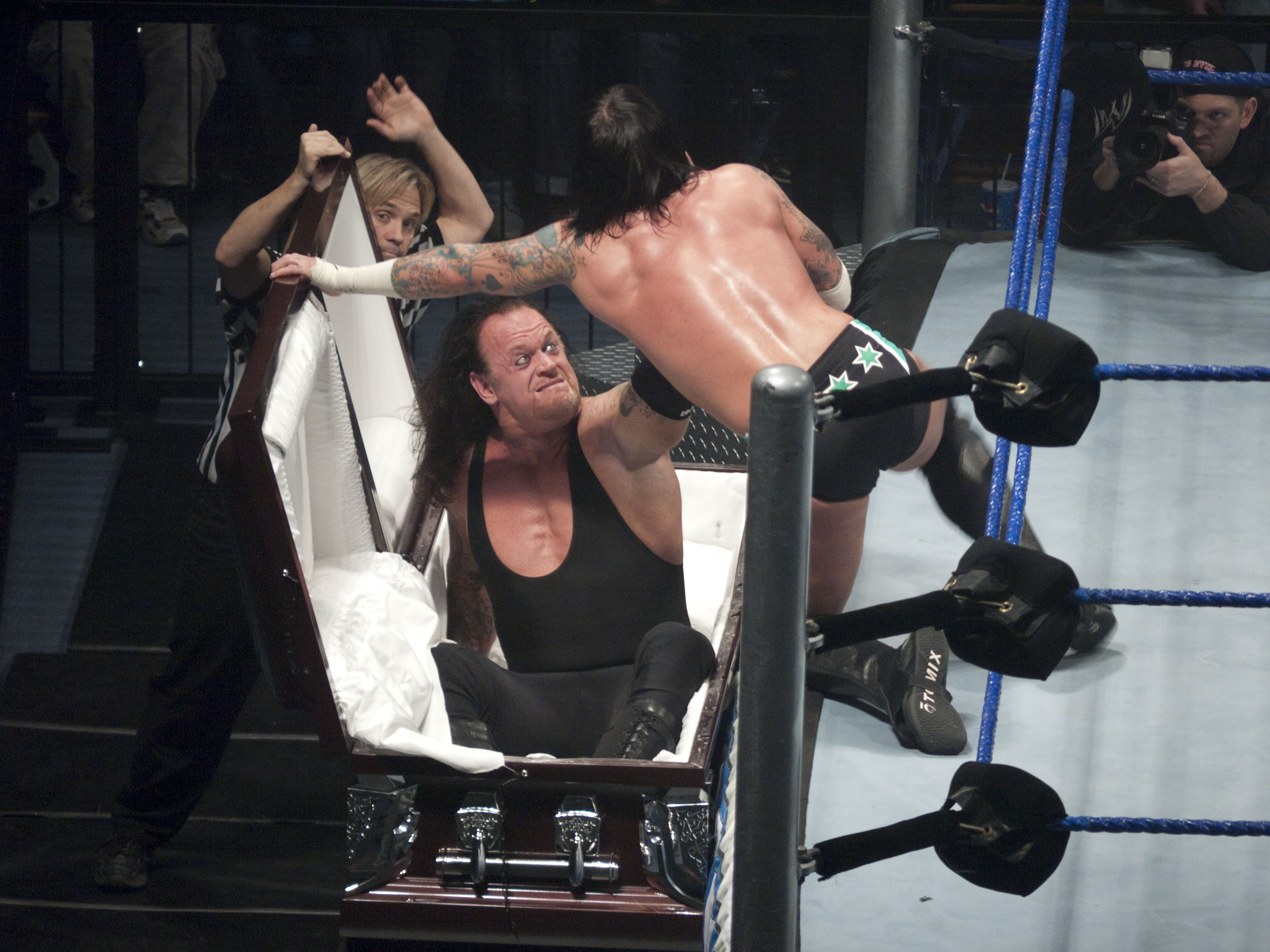
Undertaker aplicando um Chokeslam em CM Punk.

  - Old School[139] (Arm twist ropewalk chop)[2]
  - Reverse STO[2]
  - Running DDT[2]
  - Running leg drop[2]
  - Sidewalk slam[2]
  - Snake Eyes,[2] seguido por uma big boot[2]
  - Takin' Care of Business (Standing dragon sleeper)[2] - 2002-2007
  - Wrist lock seguido por múltiplos shoulder blocks[2]
- Managers
  - General Skandor Akbar[5][140]
  - Paul Bearer[5][140]
  - Paul E. Dangerously[5][140]
  - Theodore Long[5][140]
  - Brother Love[5][140]
  - Dutch Mantell[5][140]
  - Downtown Bruno[5][140]

- Alcunhas
  - "The Phenom"[4][141]
  - "The Deadman"[4][141]
  - "The Lord of Darkness"[142]
  - "The Last Outlaw"[143]
  - "The American Bad Ass"[141]
  - "The Conscience of the WWF/E"
  - "The Ministry of Darkness"
  - "The Red Devil"[141]
  - "Big Evil"[141]
  - "The Demon of Death Valley"

- Temas de entrada
  - New Japan Pro Wrestling
    - "Miracle Man" por Ozzy Osbourne

- - National Wrestling Alliance
    - "China White" por Scorpions

- - World Championship Wrestling
    - "China White" por Scorpions

- - World Wrestling Federation/Entertainment/WWE
    - "Funeral Dirge" por Jim Johnston (19 de novembro de 1990 – 19 de agosto de 1991)
    - "Funeral March" por Jim Johnston (26 de agosto de 1991 – 22 de janeiro de 1994)
    - "The Grim Reaper" por Jim Johnston (29 de agosto de 1994 – 13 de novembro de 1995)
    - "Graveyard Symphony" por Jim Johnston (19 de novembro de 1995 – 20 de julho de 1998; 11 de janeiro de 1999 – 22 de março de 1999)
    - "Dark Side" por Jim Johnston (26 de julho de 1998 – 13 de dezembro de 1998)
    - "Ministry" por Jim Johnston (28 de março de 1999 – 23 de setembro de 1999)
    - "American Bad Ass" por Kid Rock (21 de maio de 2000 – 4 de dezembro de 2000)
    - "Rollin' (Air Raid Vehicle)" por Limp Bizkit (10 de dezembro de 2000 – 6 de maio de 2002; 30 de março de 2003)
    - "Dead Man" por Jim Johnston (19 de maio de 2002 – 19 de setembro de 2002)
    - "You're Gonna Pay" por Jim Johnston (22 de setembro de 2002 – 16 de novembro de 2003)
    - "Rest in Peace" por Jim Johnston (14 de março de 2004 – 21 de fevereiro de 2011; 30 de janeiro de 2012 - presente)
    - "Ain't No Grave (Gonna Hold My Body Down)" por Johnny Cash (7 de março de 2011 – 3 de abril de 2011)

## Títulos e prêmios
- The Mirror
  - 3° maior recorde de vitórias do esporte[144]

- Pro Wrestling Illustrated
  - Rivalidade do Ano (1991)[145] vs. The Ultimate Warrior
  - Luta do Ano (1998)[146] vs. Mankind em uma luta Hell in a Cell no King of the Ring
  - Luta do Ano (2009)[147]vs. Shawn Michaels no WrestleMania XXV
  - Luta do Ano (2010) vs. Shawn Michaels no WrestleMania XXVI
  - PWI o colocou na #2ª posição dos 500 melhores lutadores individuais em 2002[148]
  - PWI o colocou na #21ª posição dos 500 melhores lutadores individuais na "PWI Years" em 2003[149]

- United States Wrestling Association
  - USWA Unified World Heavyweight Championship (1 vez)[2]

- World Class Wrestling Association
  - WCWA Texas Heavyweight Championship (1 vez)[150]

- World Wrestling Federation / World Wrestling Entertainment
  - World Heavyweight Championship (3 vezes)[151]
  - WWF/E Championship (4 vezes)2[152]
  - WCW Tag Team Championship (1 vez) 1[153]
  - WWF Tag Team Championship (6 vezes) [154]
  - WWF Hardcore Championship (1 vez)[155]
  - Royal Rumble (2007)
  - Slammy Awards (13 vezes)
    - Mais Intimidador (1994)
    - WWF's Greatest Hit (1996)  Puxar Diesel para um abismo
    - Melhor Tatuagem (1997)
    - Melhor Música de Entrada (1997)
    - Estrela de Maior Magnitude (1997)
    - Luta do Ano (2009, 2010, 2012, 2015) vs. Shawn Michaels no WrestleMania XXV; vs. Shawn Michaels no WrestleMania XXVI; Triple H em uma Hell in a Cell no WrestleMania XXVIII; vs. Brock Lesnar no Hell in a Cell
    - Momento do Ano (2010) vs. Shawn Michaels no WrestleMania XXVI
    - Momento OMG do Ano (2011) Triple H lhe aplicando um Tombstone Piledriver no WrestleMania XXVII
    - Momento OMG Chocante do Ano (2014) Perdendo sua invencibilidade em WrestleManias para  Brock Lesnar
    - Rivalidade do ano (2015) vs. Brock Lesnar
- Wrestling Observer Newsletter
  - Luta 5-Estrelas (1997) vs. Shawn Michaels em uma luta Hell in a Cell no Badd Blood.
  - Melhor Personagem (1990–1994)[156]
  - Melhor Vilão (1991)[156]
  - Rivalidade do Ano (2007) vs. Batista[156]
  - Luta do Ano (2009) vs. Shawn Michaels no WrestleMania XXV[156]
  - Luta do Ano (2010) vs. Shawn Michaels no WrestleMania XXVI[156]
  - Luta do Ano (2012) vs. Triple H em uma luta Hell In Cell com Shawn Michaels como árbitro
  - Mais Superestimado (2001)[156]
  - Lutador Menos Favorito dos Leitores (2001)[156]
  - Pior Rivalidade do Ano (1993) vs. Giant González[156]
  - Pior Luta do Ano (2001) com Kane vs. KroniK no Unforgiven[156]
  - Hall da Fama da WON (Classe de 2004)

1 ↑  Vencido durante a The Invasion.

2 ↑  O quarto reinado foi como Campeão Undisputed.

## Recorde no WrestleMania

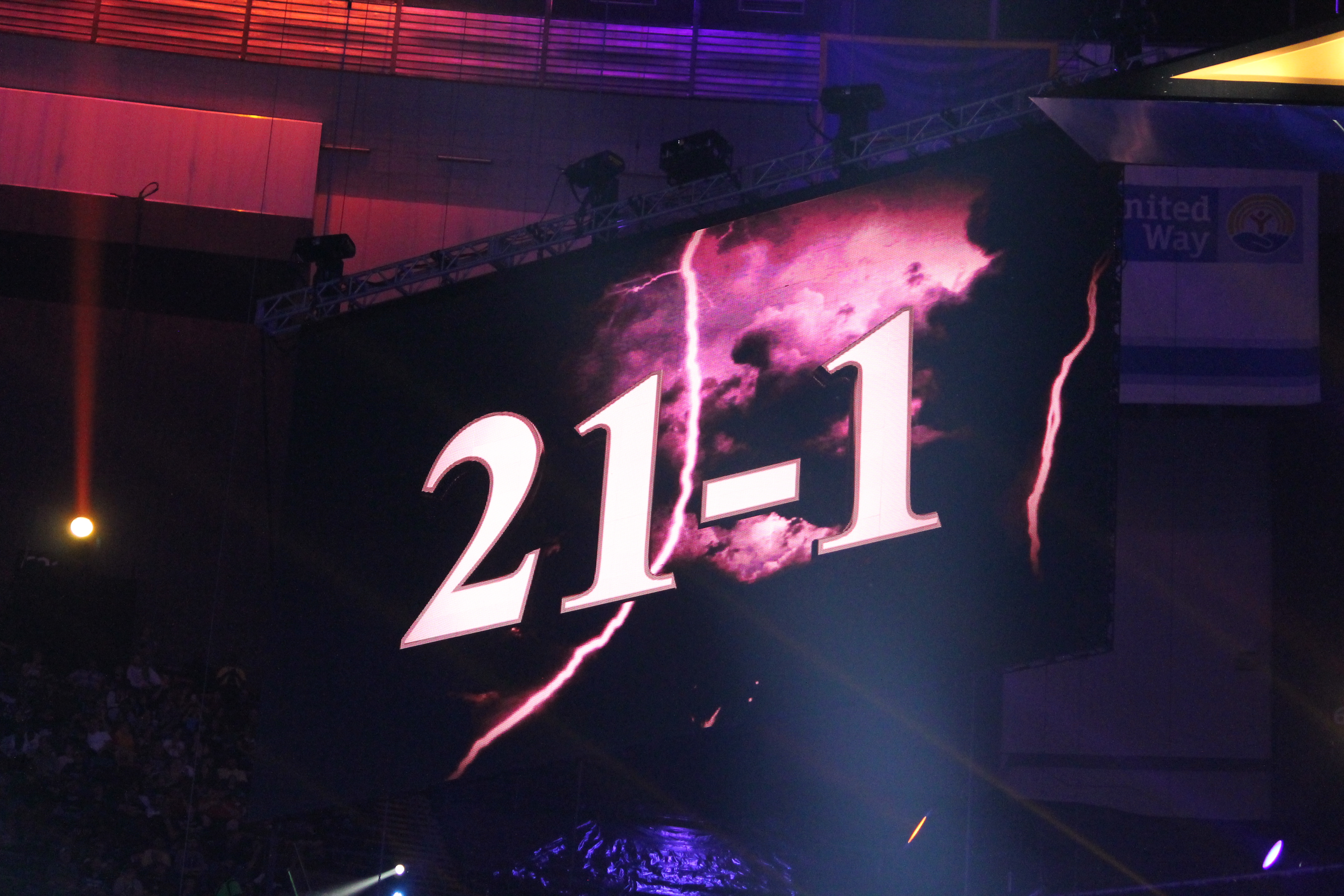
Placar mostrando "21-1" após Undertaker ser derrotado por Brock Lesnar no WrestleMania XXX.

| Sequência                   | Luta                                                  | Estipulação                                             | Evento               |
| --------------------------- | ----------------------------------------------------- | ------------------------------------------------------- | -------------------- |
| 1 - 0                       | Derrotou Jimmy Snuka                                  | Luta individual                                         | WrestleMania VII     |
| 2 - 0                       | Derrotou Jake Roberts                                 | Luta individual                                         | WrestleMania VIII    |
| 3 - 0                       | Derrotou Giant Gonzales (com Harvey Wippleman) por DQ | Luta individual                                         | WrestleMania IX      |
| 4 - 0                       | Derrotou King Kong Bundy (com Ted DiBiase)            | Luta individual com Larry Young de árbitro especial     | WrestleMania XI      |
| 5 - 0                       | Derrotou Diesel                                       | Luta individual                                         | WrestleMania XII     |
| 6 - 0                       | Derrotou Sycho Sid (c)                                | Luta sem desqualificação pelo WWF Championship          | WrestleMania 13      |
| 7 - 0                       | Derrotou Kane (com Paul Bearer)                       | Luta individual                                         | WrestleMania XIV     |
| 8 - 0                       | Derrotou The Big Boss Man                             | Hell in a Cell                                          | WrestleMania XV      |
| 9 - 0                       | Derrotou Triple H                                     | Luta individual                                         | WrestleMania X-Seven |
| 10 - 0                      | Derrotou Ric Flair                                    | Luta sem desqualificação                                | WrestleMania X8      |
| 11 - 0                      | Derrotou Big Show e A-Train                           | Handicap match                                          | WrestleMania XIX     |
| 12 - 0                      | Derrotou Kane                                         | Luta individual                                         | WrestleMania XX      |
| 13 - 0                      | Derrotou Randy Orton (com "Cowboy" Bob Orton)         | Luta individual                                         | WrestleMania 21      |
| 14 - 0                      | Derrotou Mark Henry                                   | Luta de caixões                                         | WrestleMania 22      |
| 15 - 0                      | Derrotou Batista (c)                                  | Luta individual pelo World Heavyweight Championship     | WrestleMania 23      |
| 16 - 0                      | Derrotou Edge (c) por submissão                       | Luta individual pelo World Heavyweight Championship     | WrestleMania XXIV    |
| 17 - 0                      | Derrotou Shawn Michaels                               | Luta individual                                         | WrestleMania XXV     |
| 18 - 0                      | Derrotou Shawn Michaels                               | Luta Streak vs. Carreira                                | WrestleMania XXVI    |
| 19 - 0                      | Derrotou Triple H por submissão                       | Luta No Holds Barred                                    | WrestleMania XXVII   |
| 20 - 0                      | Derrotou Triple H                                     | Hell in a Cell com Shawn Michaels como árbitro especial | WrestleMania XXVIII  |
| 21 - 0                      | Derrotou CM Punk (com Paul Heyman)                    | Luta individual                                         | WrestleMania 29      |
| 21 - 1                      | Foi derrotado por Brock Lesnar (com Paul Heyman)      | Luta individual                                         | WrestleMania XXX     |
| 22 - 1                      | Derrotou Bray Wyatt                                   | Luta individual                                         | WrestleMania 31      |
| 23 - 1                      | Derrotou Shane McMahon                                | Hell in a Cell                                          | WrestleMania 32      |
| 23 - 2                      | Foi derrotado por Roman Reigns                        | Luta individual                                         | WrestleMania 33      |
| 24 - 2                      | Derrotou John Cena                                    | Luta individual                                         | WrestleMania 34      |
| 25- 2                       | Derrotou AJ Styles                                    | Boneyard Match                                          | Wrestlemania 36      |
| (c) – Campeão antes da luta |                                                       |                                                         |                      |